# St-Herbot (Plonévez-du-Faou)

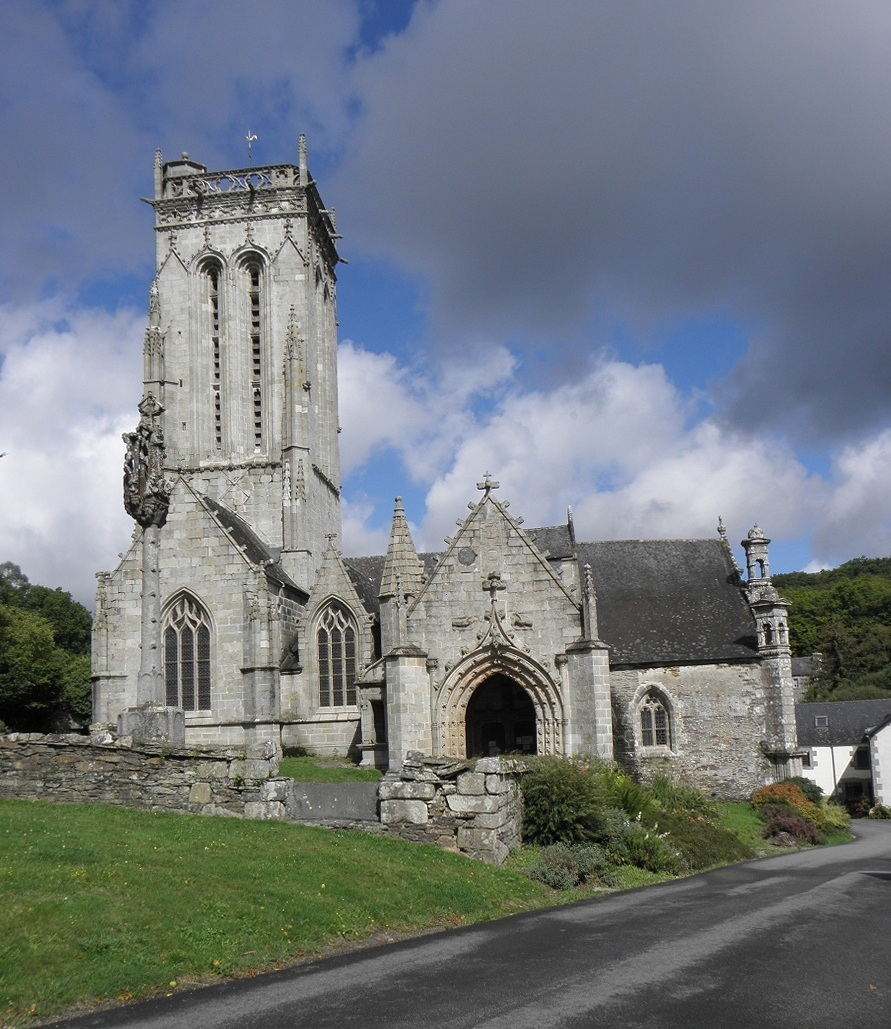
Kapelle Saint-Herbot, Ansicht von Süden

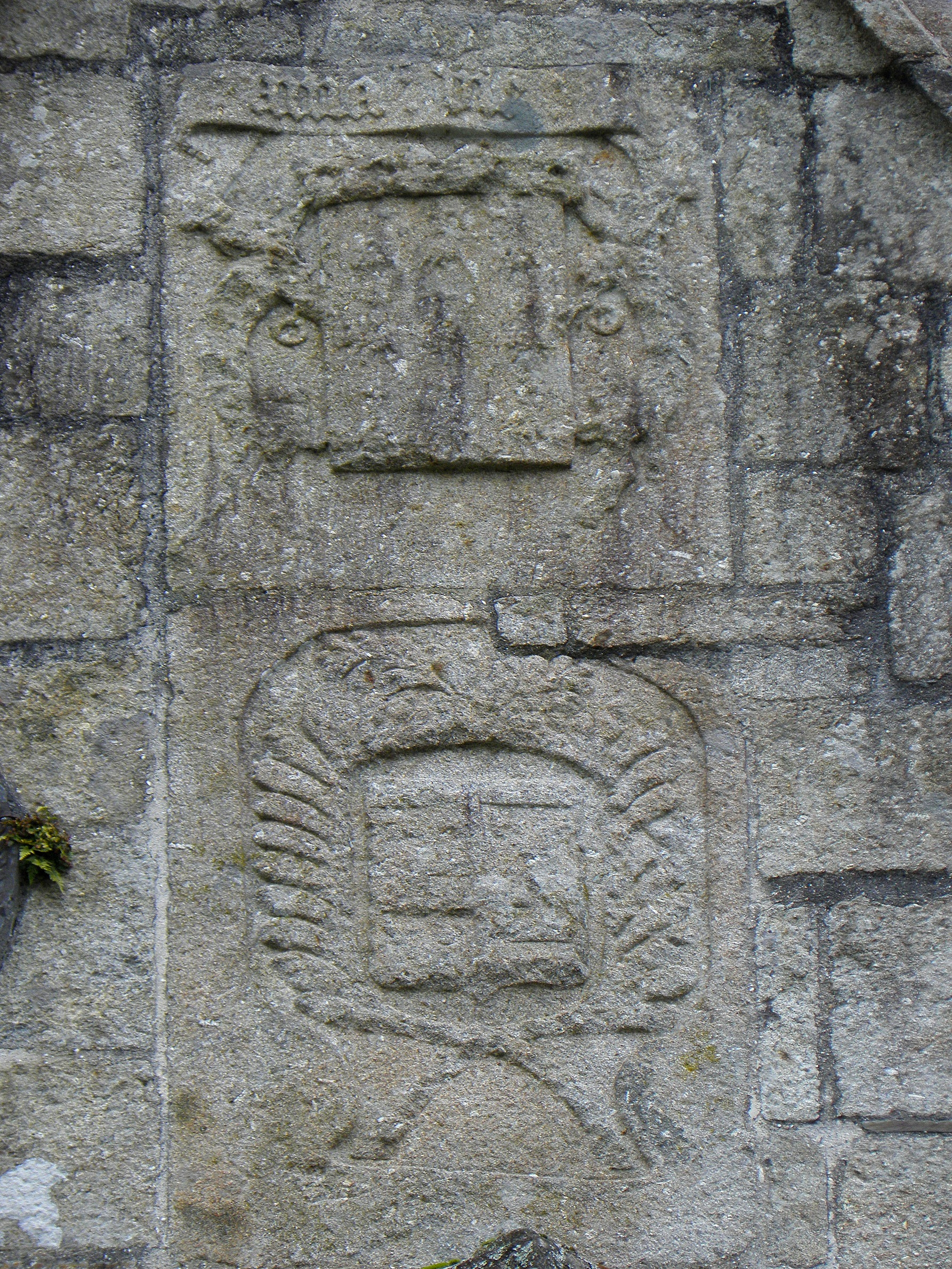
Wappen über dem äußeren Portal der südlichen Vorhalle

Die katholische Kapelle Saint-Herbot in Saint-Herbot, einem Ortsteil der Gemeinde Plonévez-du-Faou im Département Finistère in der französischen Region Bretagne, wurde Ende des 14. Jahrhunderts an der Stelle einer Einsiedelei errichtet. Im 15. und 16. Jahrhundert wurde die Kapelle im Stil der Flamboyantgotik und der Renaissance erweitert. Die Kapelle, die zu einem Umfriedeten Pfarrbezirk mit Umfassungsmauer, einem Calvaire und einem kleinen, an die Vorhalle angebauten Beinhaus gehört, ist dem heiligen Herbot (auch Herbaud) geweiht, einem bretonischen Heiligen, der nach der Legende in der Einsiedelei bestattet wurde. Im Jahr 1902 wurde das Gebäude, in dem eine reiche Ausstattung aus dem 16. Jahrhundert erhalten ist, als Monument historique in die Liste der Baudenkmäler (Base Mérimée) in Frankreich aufgenommen.

## Geschichte
Saint-Herbot war ehemals eine Pfarrei der früheren Diözese Cornouaille, die heute zum Bistum Quimper gehört. Hier bestand ein Priorat des Klosters der unbeschuhten Karmeliten in Rennes, in deren Kapelle die Reliquien des Kirchenpatrons verehrt wurden. Der heilige Herbot gilt als Schutzpatron des Hornviehs, zu dessen Ehren eine jährliche Wallfahrt stattfand. Der erste Kirchenbau wurde in der Mitte des 14. Jahrhunderts während des Bretonischen Erbfolgekrieges zerstört und Ende des 14. und zu Beginn des 15. Jahrhunderts mit der Unterstützung der Herzöge der Bretagne wiedererrichtet. Im Jahr 1389 gewährte der Papst einen Ablass für alle, die an ihrem Wiederaufbau mitwirkten. Ab 1498 baute man die südliche Vorhalle an, die etwa zehn Jahre später fertiggestellt war. Im Jahr 1516 entstanden das Westportal, der Glockenturm und die sich südlich anschließende Kapelle. 1545 wurde das Gebäude vergrößert und eingewölbt, 1556 wurden die drei Chorfenster eingebaut. Das kleine Beinhaus wurde 1558 an die Westseite der südlichen Vorhalle angefügt. In den Jahren 1616 bis 1619 verstärkte man das Chorhaupt durch Strebepfeiler mit aufgesetzten Laternen. Im Jahr 1886 wurden die Bleiglasfenster aus dem 16. Jahrhundert von Eugène Hucher und seinem Sohn Ferdinand in der Glasmalereiwerkstatt der Karmelitinnen von Le Mans restauriert und ergänzt.

## Architektur

### Glockenturm
Über dem Portal an der Westfassade erhebt sich der 30 Meter hohe, quadratische Glockenturm mit einer Seitenlänge von acht Metern. Er wird an den Ecken durch Strebepfeiler verstärkt, im Obergeschoss öffnen sich auf allen vier Seiten sehr hohe, schmale Zwillingsfenster. Den oberen Abschluss des Turmes bildet eine von Vierpassöffnungen durchbrochene Balustrade. An der Südseite schließt sich die Barbarakapelle an und an der Nordseite die zweistöckige Sakristei, die im 18. Jahrhundert angefügt wurde. 

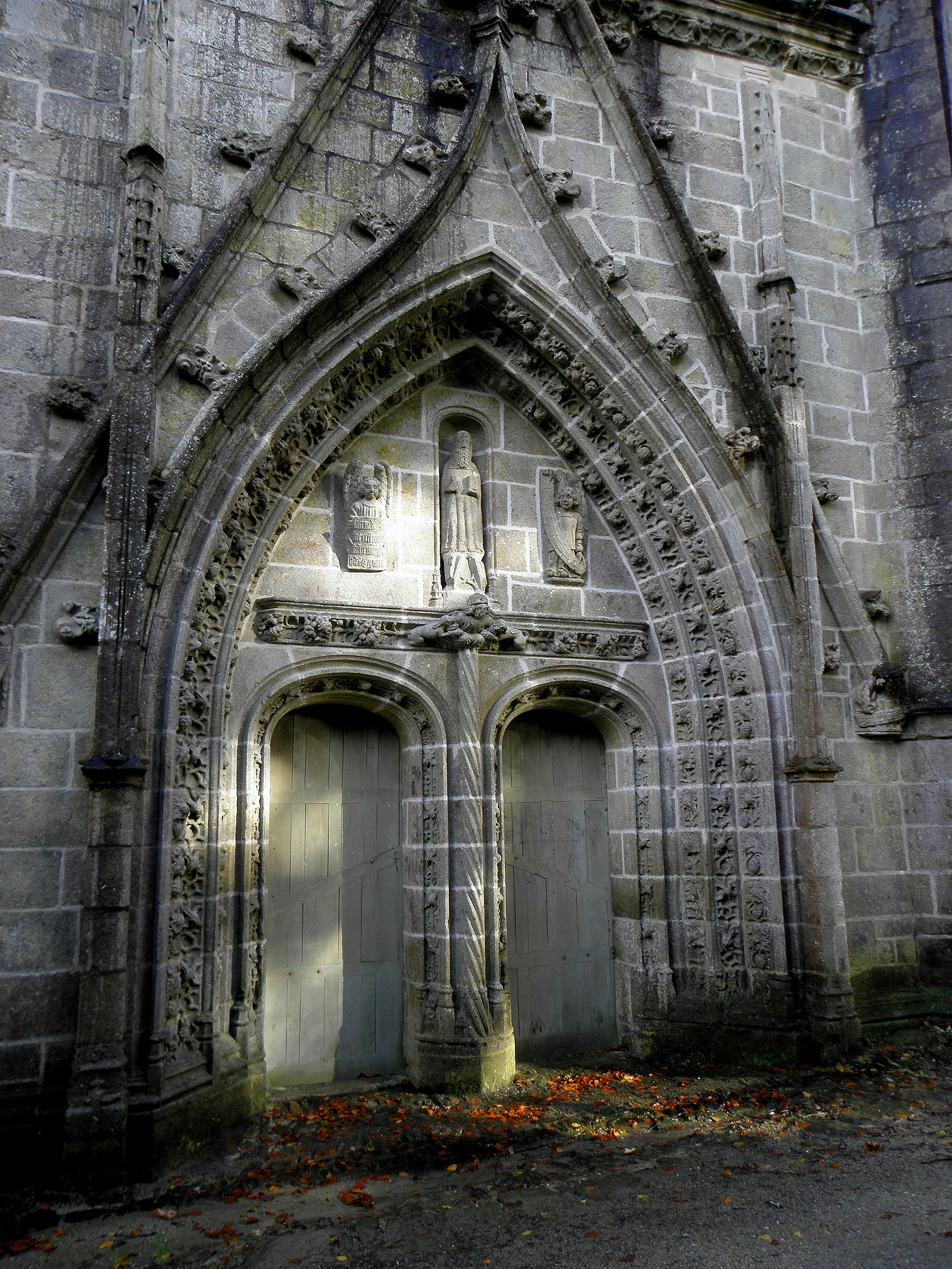
Westportal

### Westportal

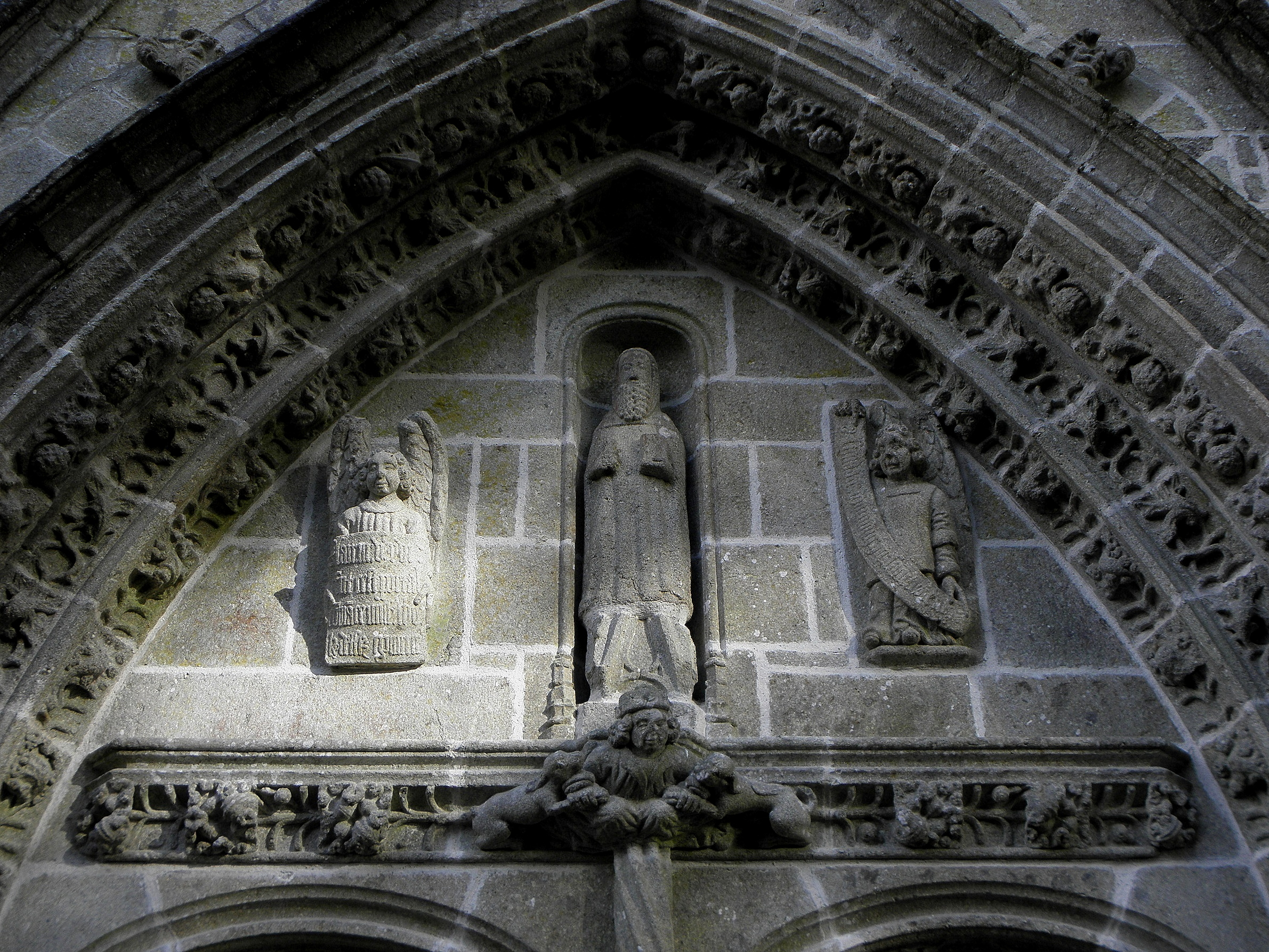
Tympanon des Westportals

Die beiden Türen des Westportals sind zwischen zwei Strebepfeilern eingebettet und werden von einem Ziergiebel bekrönt, der – wie die spitzbogigen Archivolten – mit Krabben verziert ist. Vor den Trumeaupfeiler ist eine gedrehte Säule gesetzt. Der Türstürz ragt wie ein Gesims aus der Mauer und ist mit einem Blattfries verziert. In der Mitte ist eine Person mit zwei Tieren dargestellt. Über der Szene steht in einer Nische im Tympanon der heilige Herbot, mit einer Mönchskutte bekleidet und einem Buch in der Hand, seitlich sind Engel dargestellt. Der linke Engel hält eine Tafel, auf der eine Inschrift mit der Jahreszahl 1516 eingemeißelt ist, der rechte Engel hält ein Spruchband in den Händen.

### Nordportal

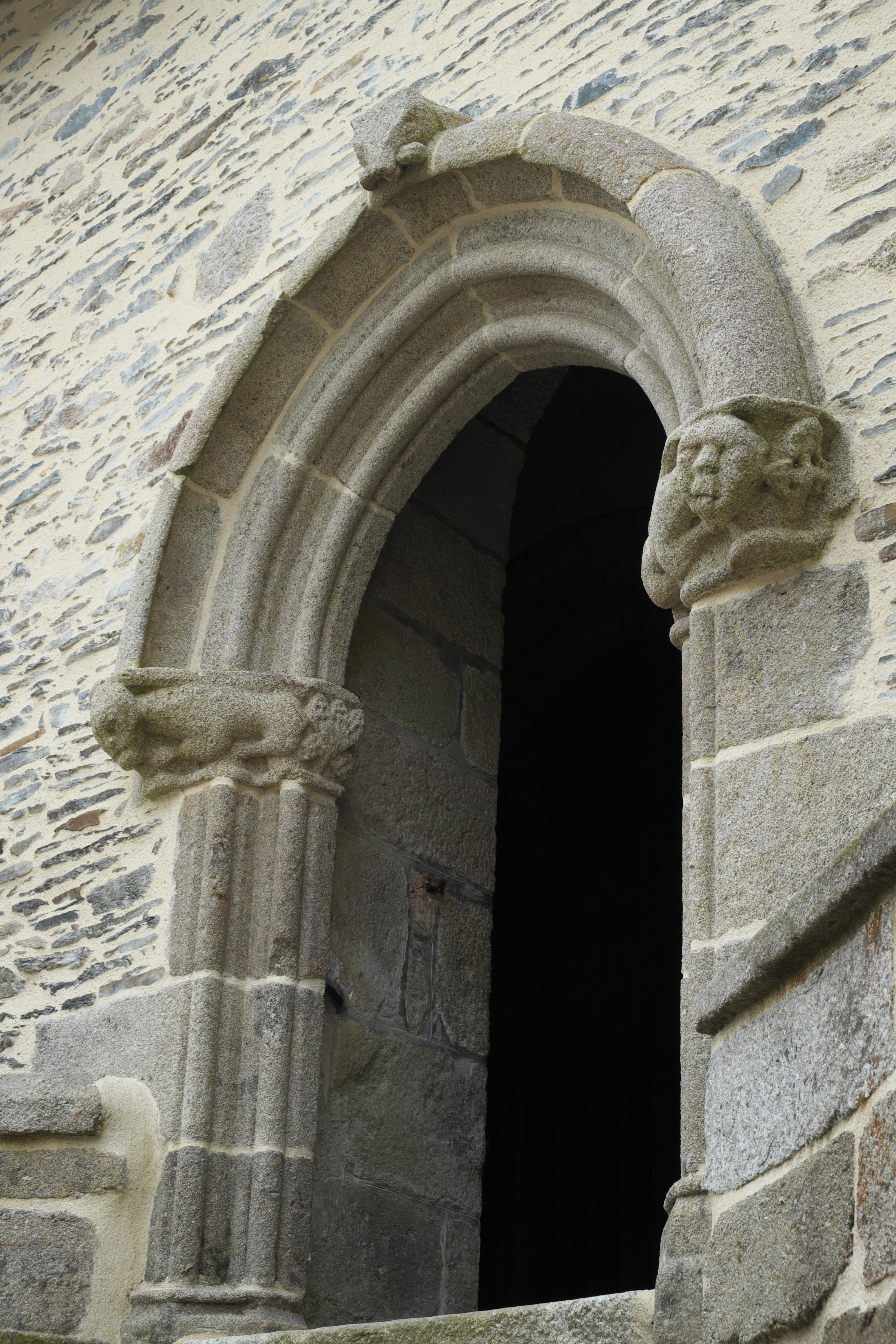
Nordportal

Das Nordportal stammt noch aus dem späten 14. Jahrhundert. Die spitzbogigen Archivolten werden von kräftigen Kämpfern aufgefangen, die mit Tierfiguren und stilisierten Blättern skulptiert sind. Zum Portal führt eine zweiseitige Treppe, die in der Mitte des 19. Jahrhunderts angebaut wurde.

### Vorhalle

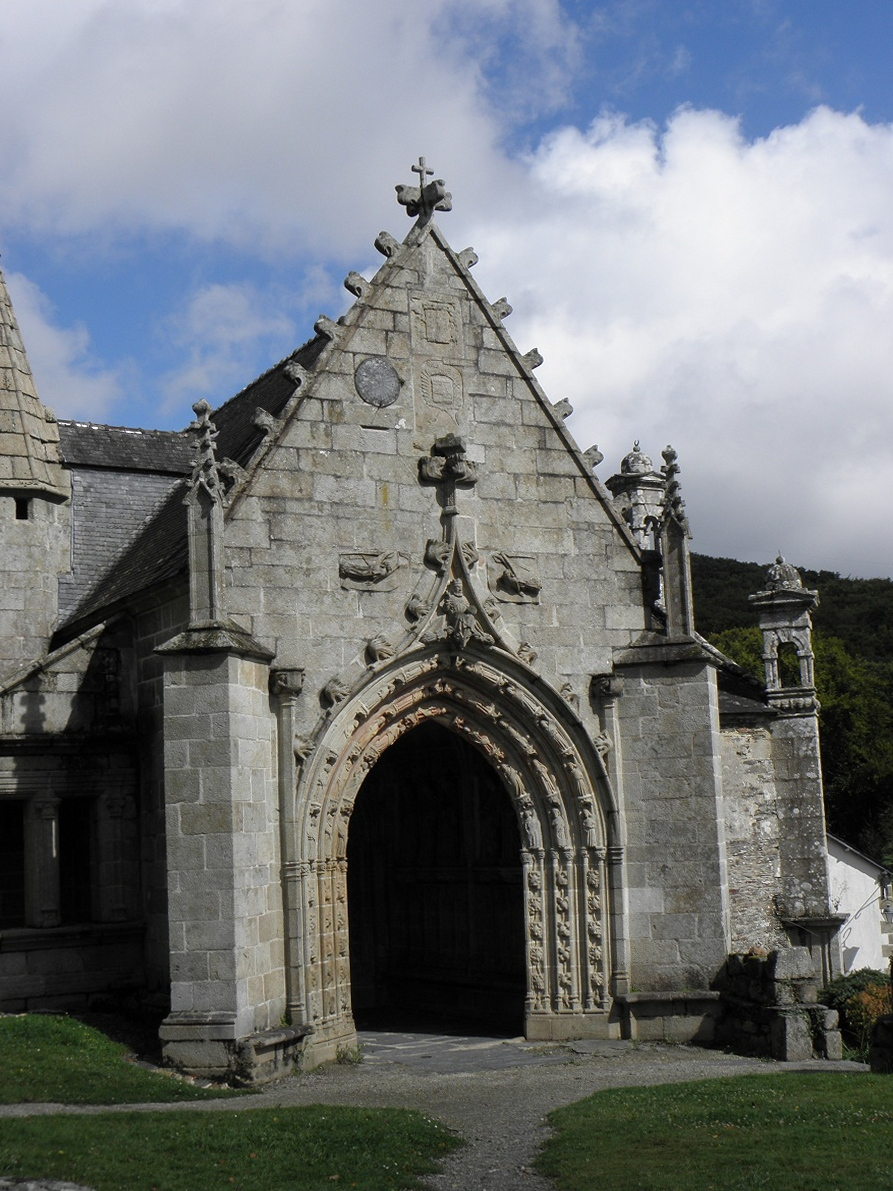
Südliche Vorhalle, links Beinhaus

Das äußere Portal der südlichen Vorhalle wird von einem Kielbogen mit einer Kreuzblume bekrönt. Über den Archivolten, die unten mit Krabben und oben mit Figuren verziert sind, die unter kleinen Baldachinen stehen und Schriftbänder halten, thront Gottvater, der in der linken Hand die Weltkugel hält und die rechte Hand zum Segen erhoben hat. Zu seinen Füßen kauern zwei Engel, seitlich halten zwei Engel Schriftbänder in den Händen. Unter dem Giebel sind seitlich eine Sonnenuhr mit der Jahreszahl 1581 und in der Mitte zwei Reliefs angebracht, oben das Wappen der Bretagne mit den Hermelinschwänzen und zwei Hermelinen, über dem die Devise „a ma vie“ eingemeißelt ist. Der Raum über dieser Vorhalle wurde früher als Archiv genutzt.

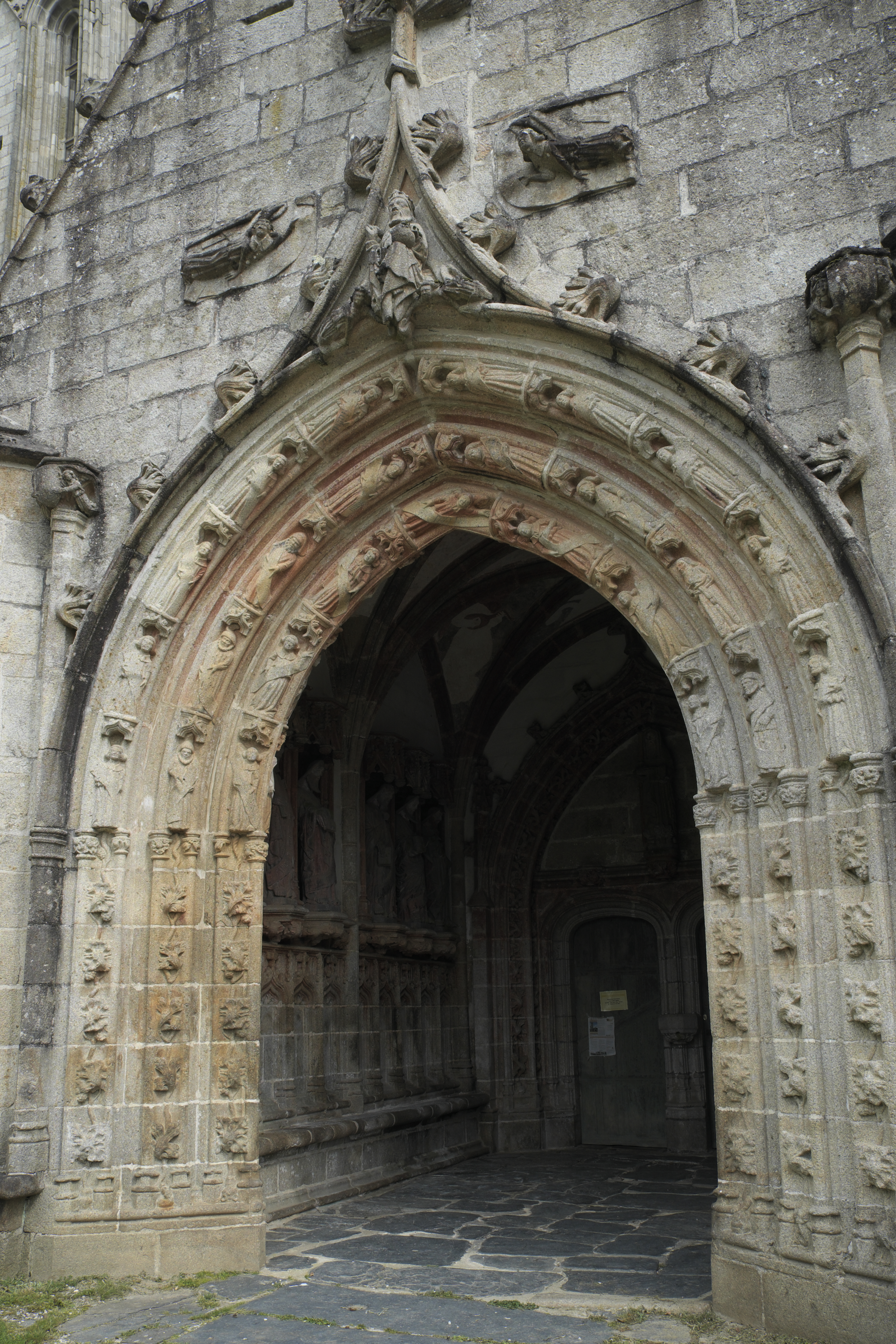
Äußeres Portal der südlichen Vorhalle
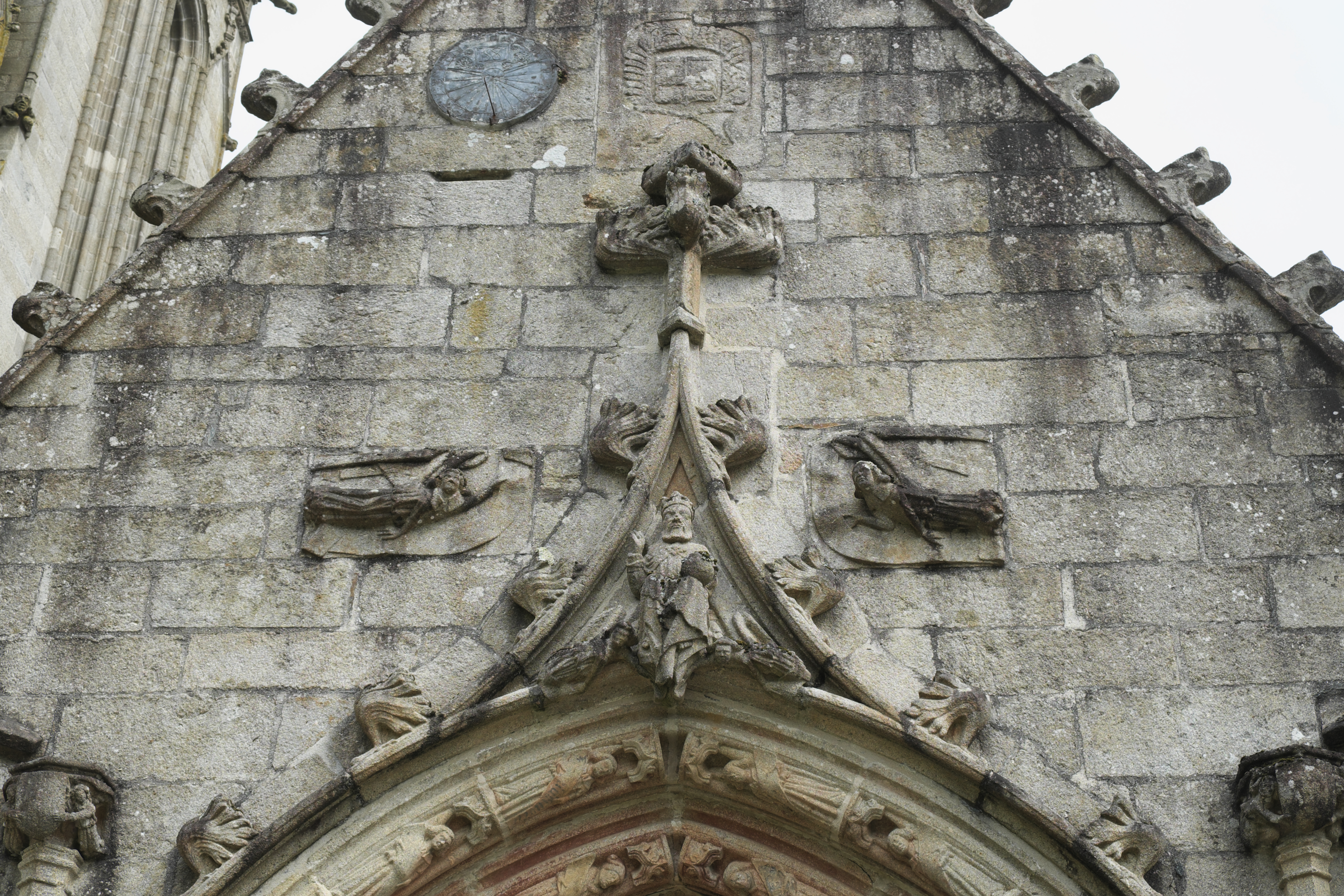
Äußeres Portal der südlichen Vorhalle, Gottvater und Engel
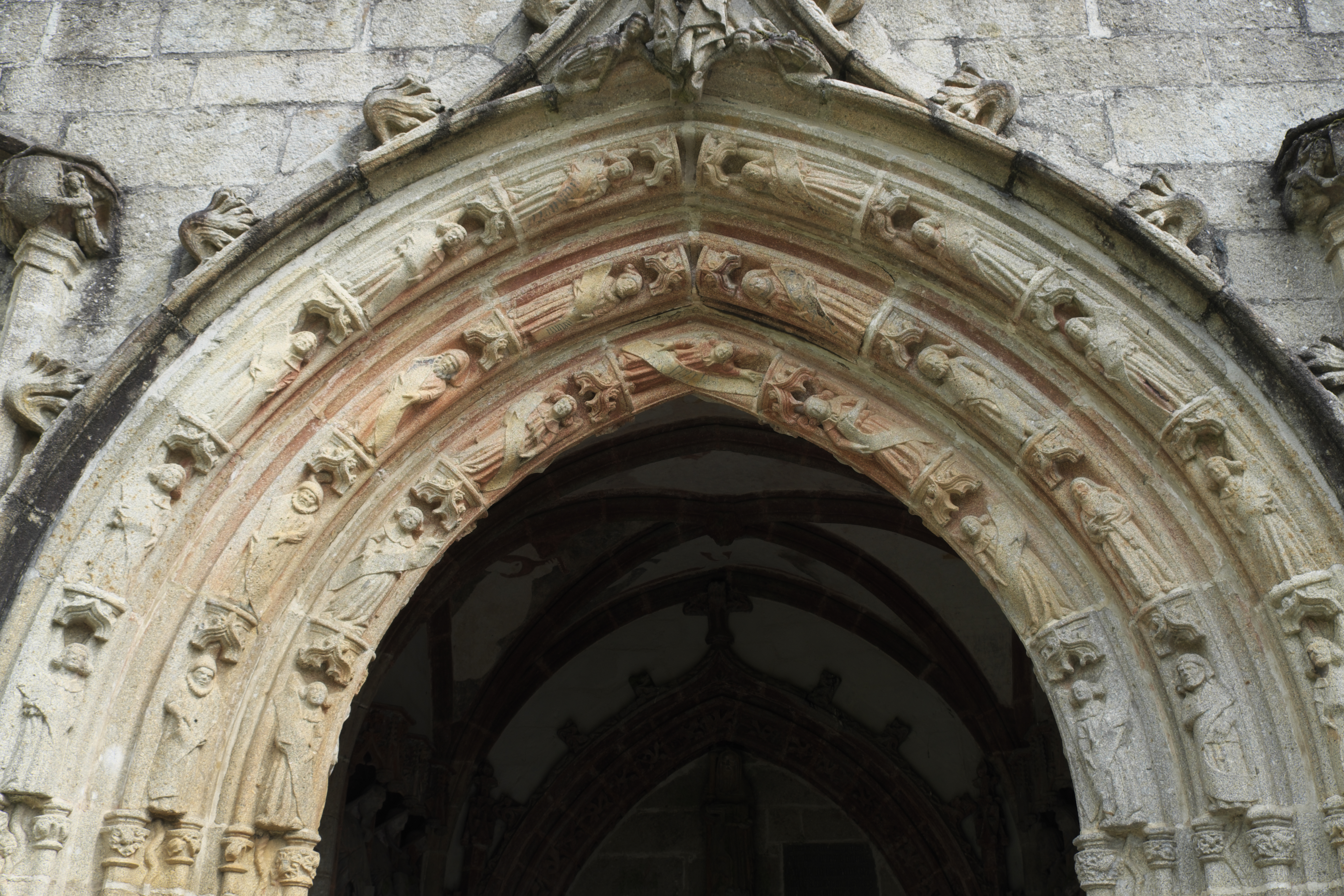
Äußeres Portal der südlichen Vorhalle, Archivolten

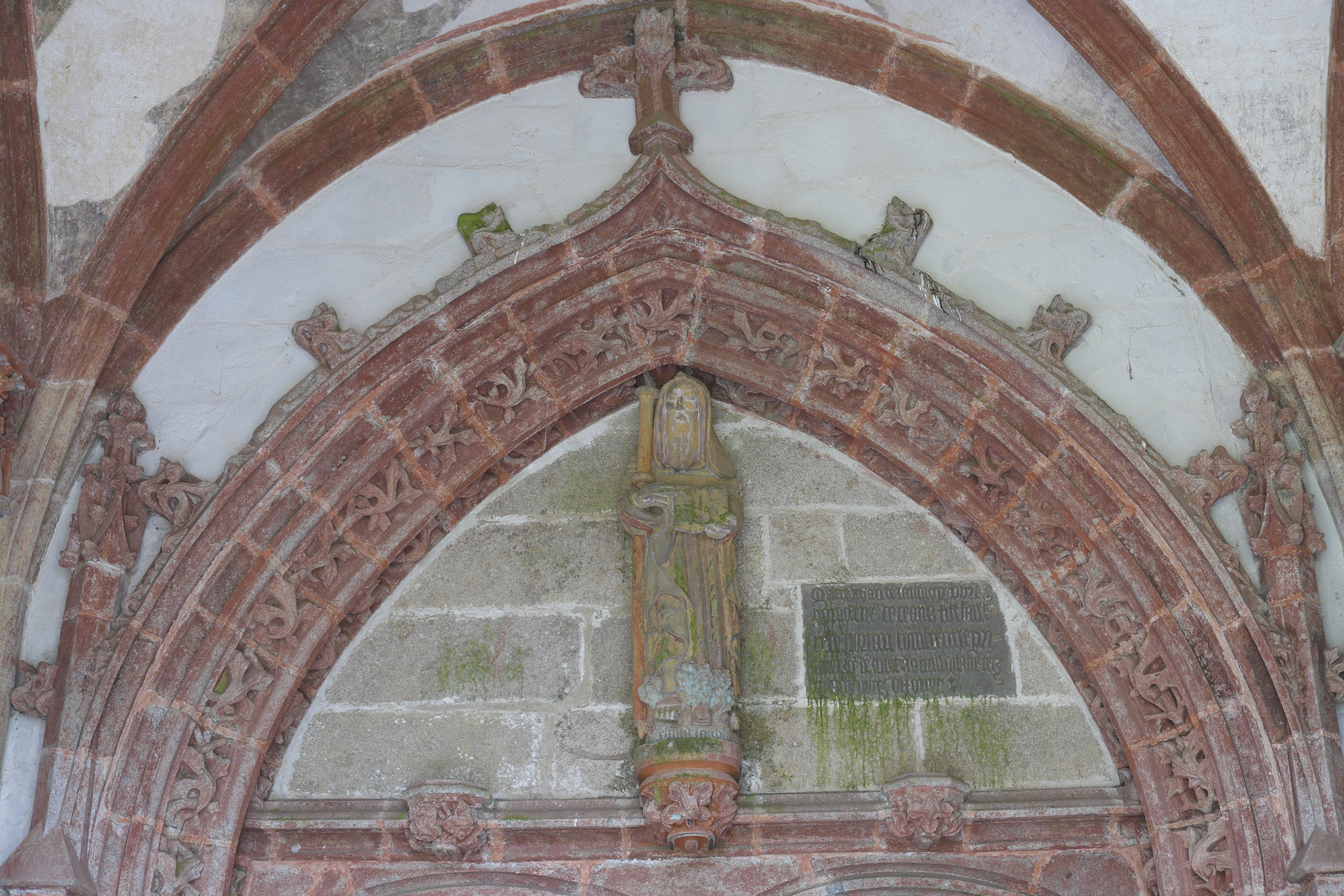
Inneres Portal der Vorhalle

Das innere Portal der Vorhalle wird von einem Spitzbogen mit krabbenbesetzten Archivolten gerahmt. Wie am Westportal führen zwei korbbogige Türen in den Innenraum der Kapelle. Der Trumeaupfeiler ist mit einem Weihwasserbecken versehen, auf der mittleren Konsole über dem Türsturz steht die Figur des heiligen Herbot, der mit einer Mönchskutte bekleidet ist und einen Stab und ein aufgeschlagenen Buch in Händen hält. In das schmucklose Tympanon ist eine Tafel mit einer Inschrift eingelassen, die an den Baubeginn der Vorhalle im Jahr 1498 erinnert.
Die zweijochige Vorhalle wird von einem Kreuzrippengewölbe gedeckt. In Nischen unter kunstvoll skulptierten Baldachinen stehen die Figuren der zwölf Apostel mit ihren Attributen und Schriftbändern auf Konsolen, die mit Krabben und Köpfen verziert sind. In der Vorhalle sind noch Reste der ursprünglichen farbigen Ausmalung erhalten.

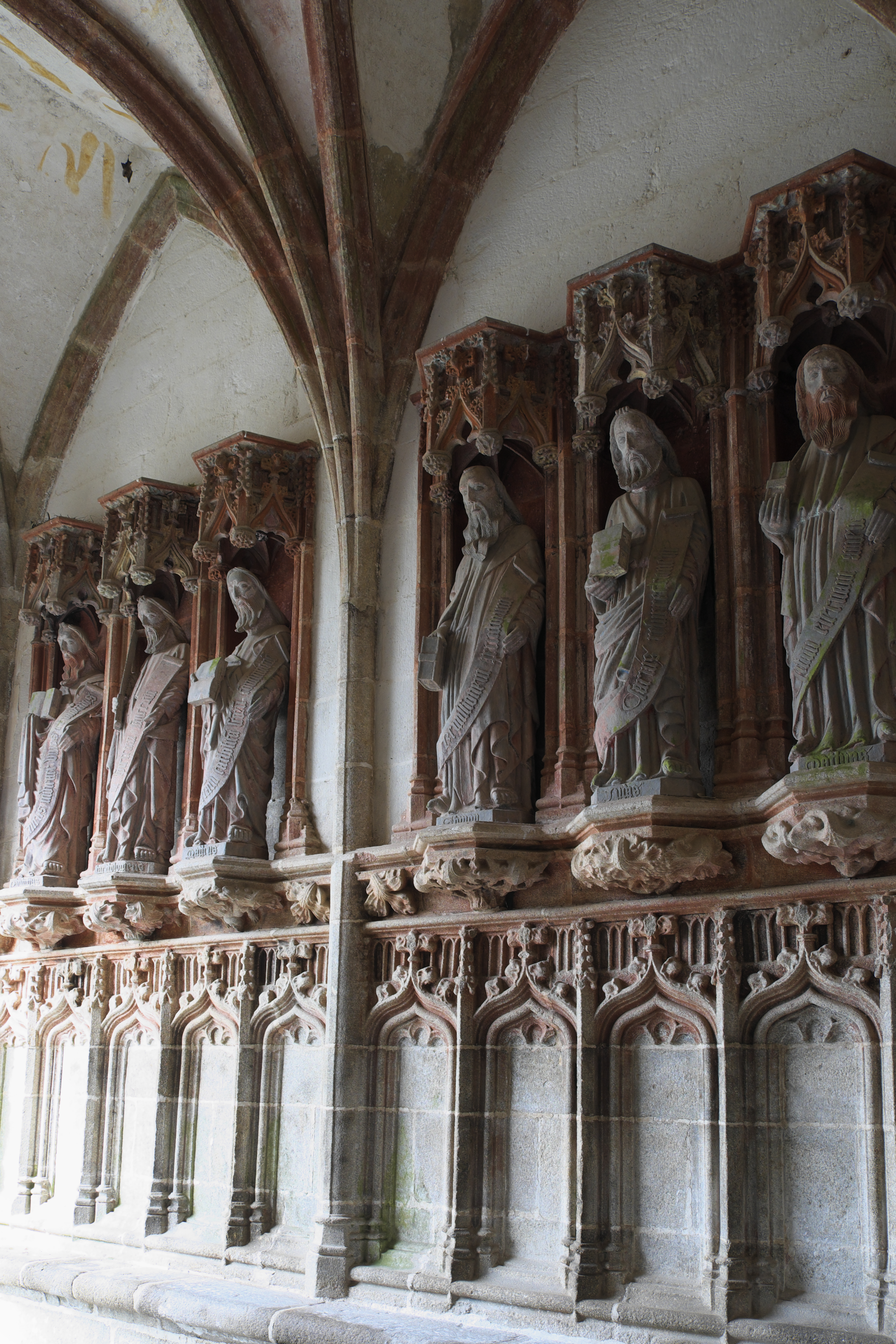
Apostel
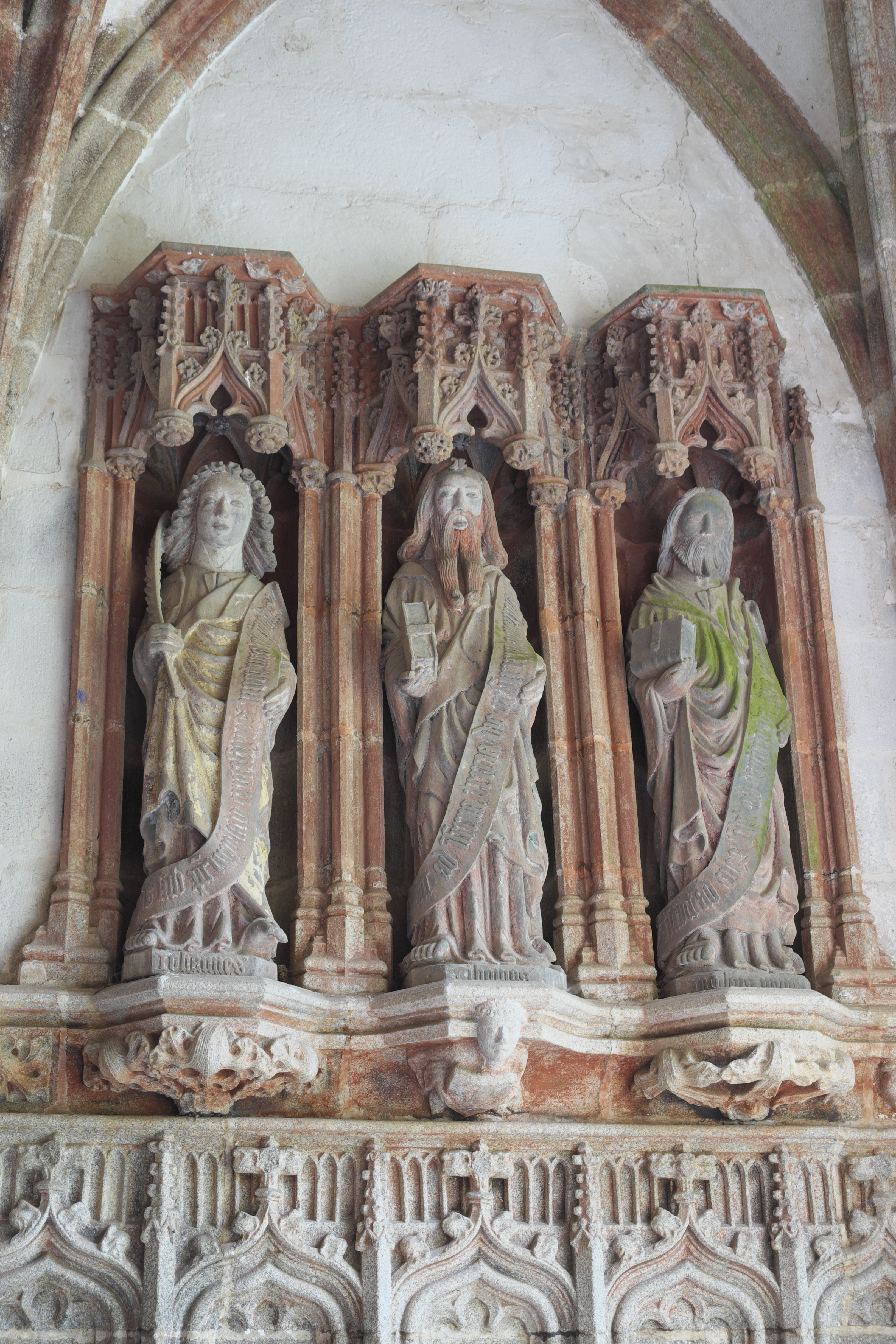
Apostel
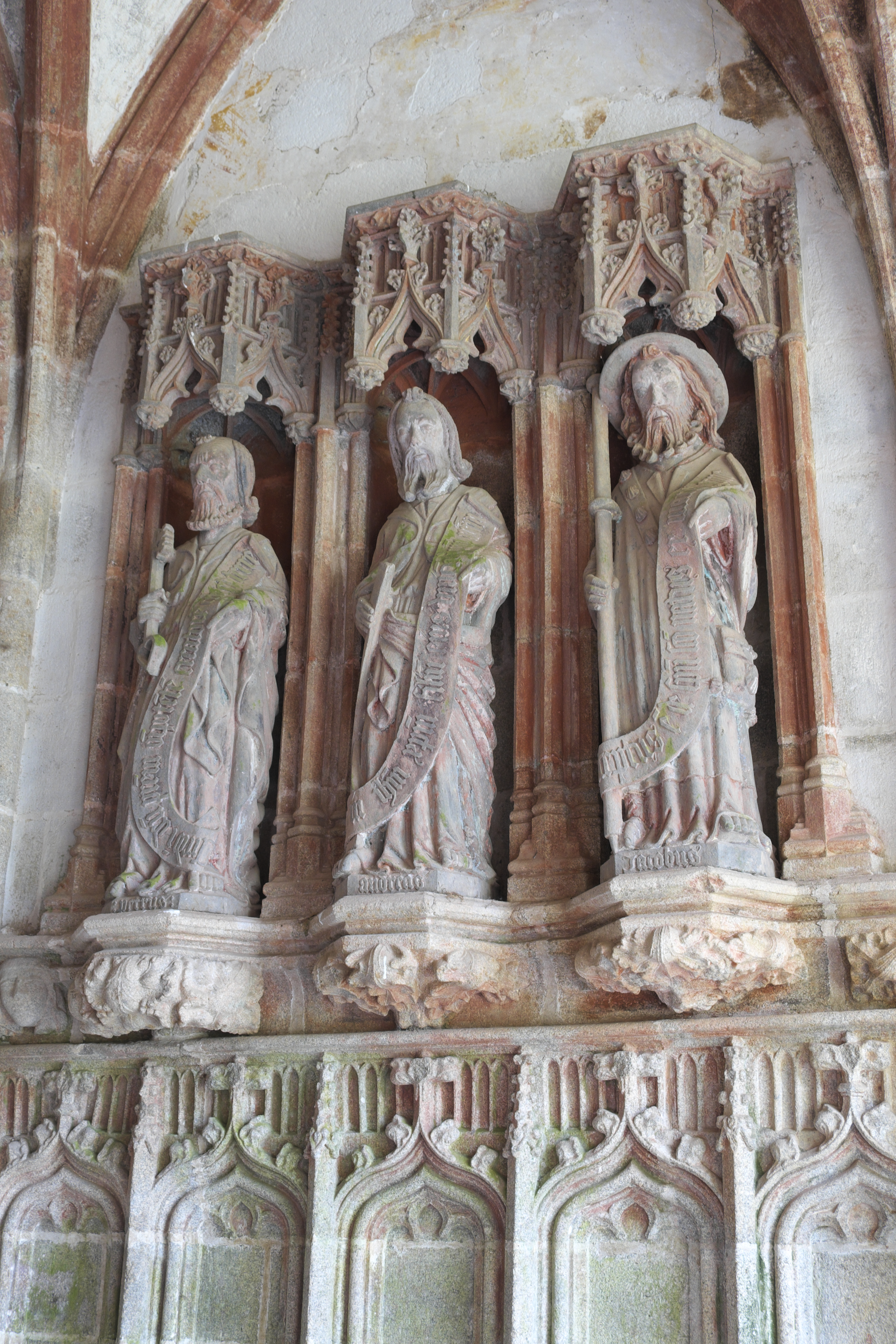
Apostel
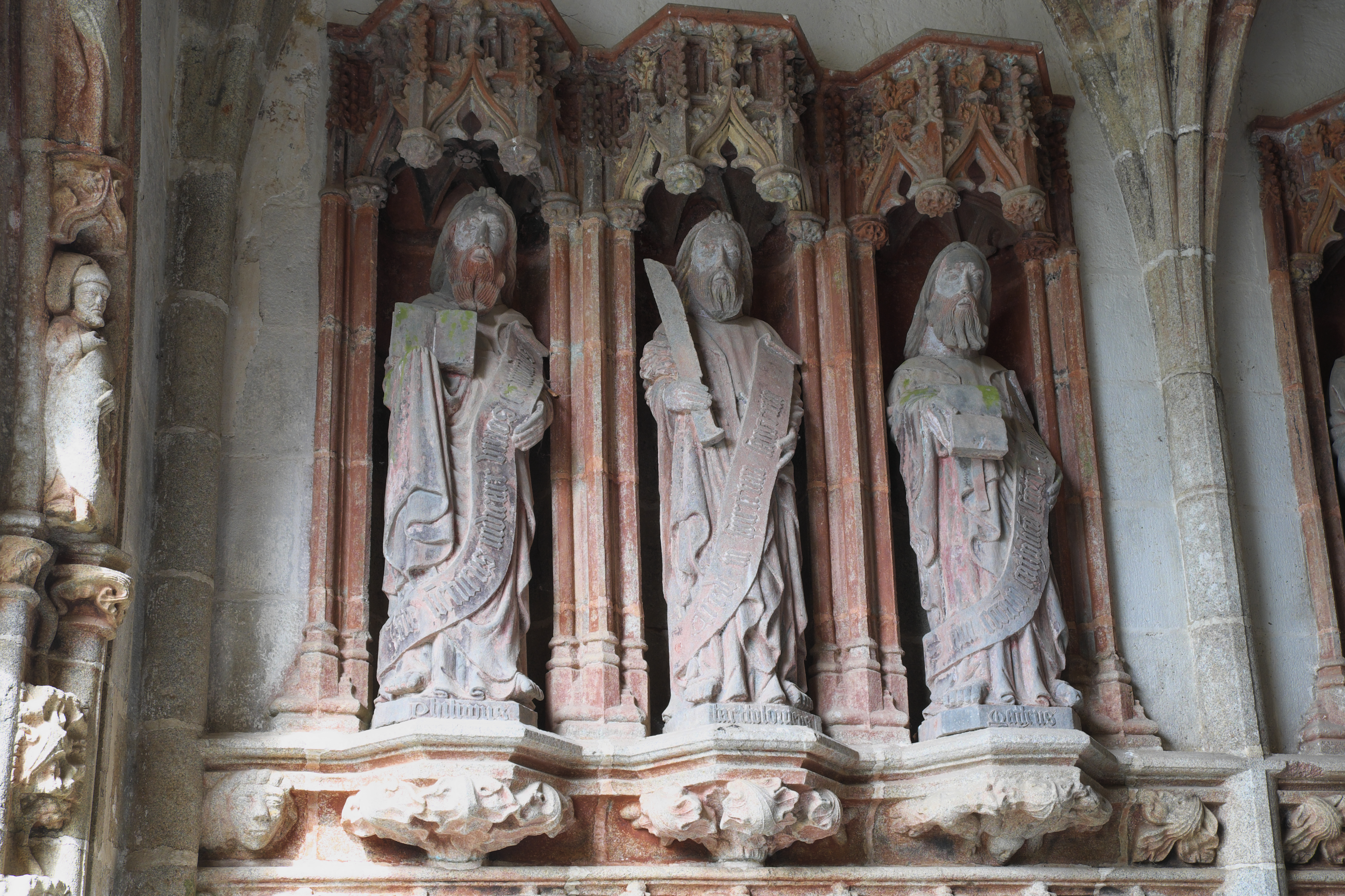
Apostel

### Beinhaus
An die Westseite der Vorhalle ist das im Jahr 1558 im Stil der Renaissance errichtete Beinhaus angebaut. Es wird von korinthischen Pfeilern gegliedert, die auf einem hohen Sockel stehen.

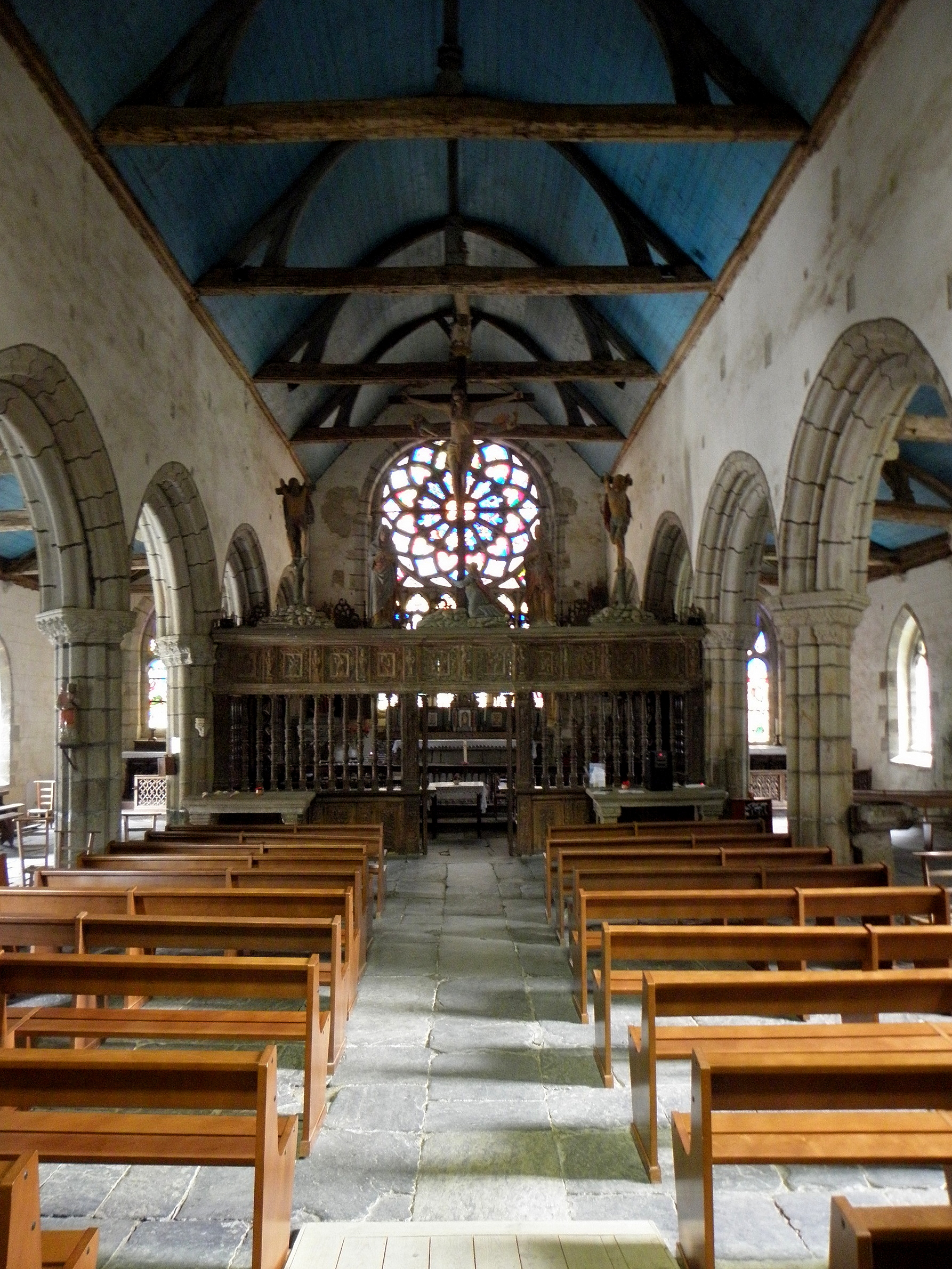
Innenraum

### Innenraum
Die Kirche weist mit 20 Metern Länge und 19 Metern Breite einen fast quadratischen Grundriss auf. Das dreischiffige Langhaus ist in drei Joche gegliedert, der gerade geschlossene Chor erstreckt sich über zwei Joche. Weite, leicht zugespitzte Arkaden, die von achteckigen Pfeilern mit eingestellten Säulen aufgefangen werden, trennen das Mittelschiff von den beiden Seitenschiffen. Die Säulen sind mit Pflanzenkapitellen verziert, auf denen eine gemeinsame Kämpferplatte aufliegt. Das Hauptschiff und die Seitenschiffe werden von einer Holzdecke gedeckt. Die zweijochige Barbarakapelle besitzt ein Kreuzrippengewölbe, das 1545 eingezogen wurde.

## Bleiglasfenster
Die drei Bleiglasfenster im Chor, das Passionsfenster, das Fenster des Martyriums des heiligen Laurentius und das Fenster mit der Darstellung des Urteils des Ivo Hélory weisen noch einen großen Teil ihrer ursprünglichen Farbverglasung von 1556 auf. Sie wurden 1886 von Eugène Hucher und seinem Sohn Ferdinand in der Glasmalereiwerkstatt der Karmelitinnen von Le Mans restauriert und ergänzt. Im Jahr 1906 wurden die Fenster als Monuments historiques in die Liste der beweglichen Kulturgüter in Frankreich (Base Palissy) aufgenommen.
- Passionsfenster

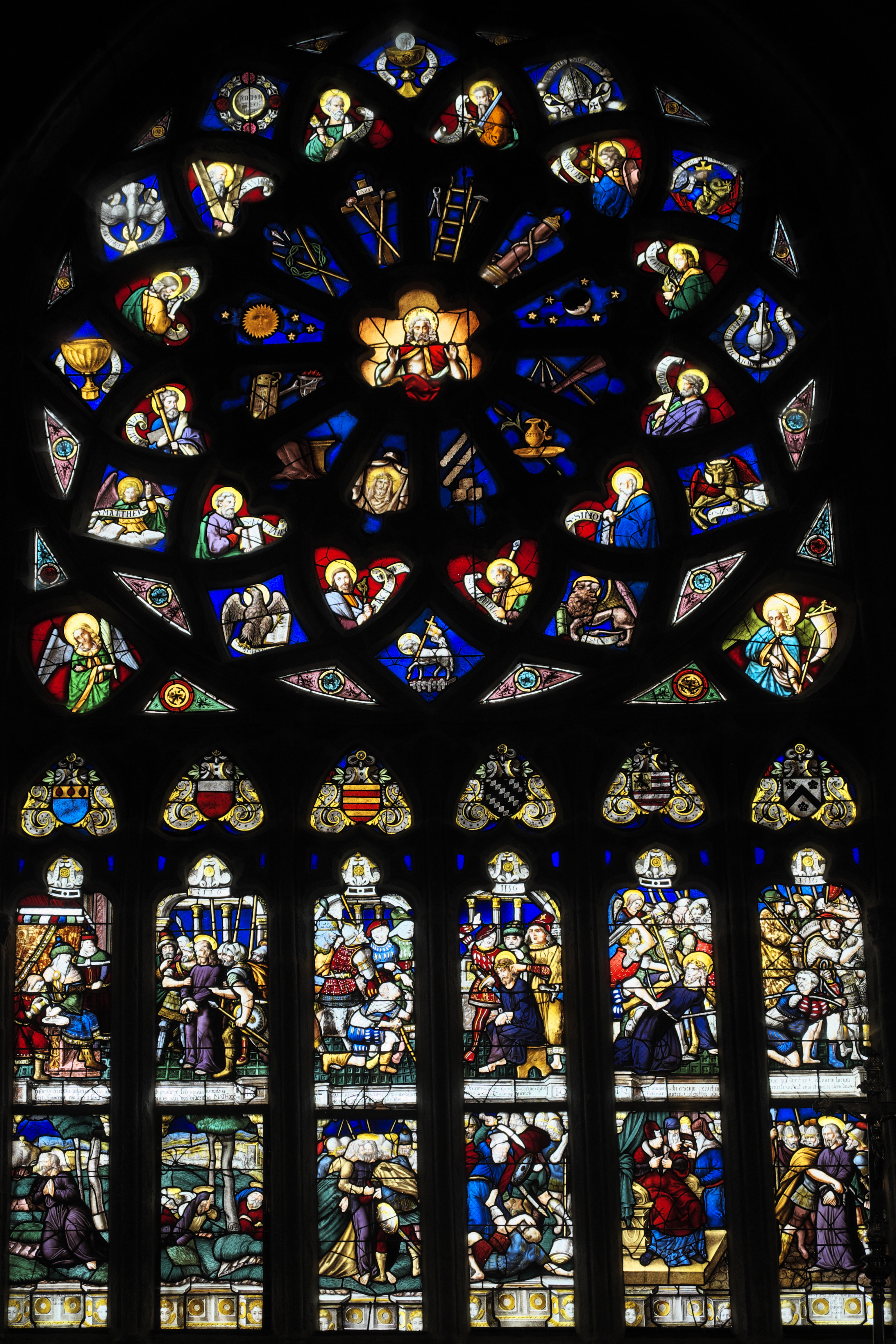
Passionsfenster

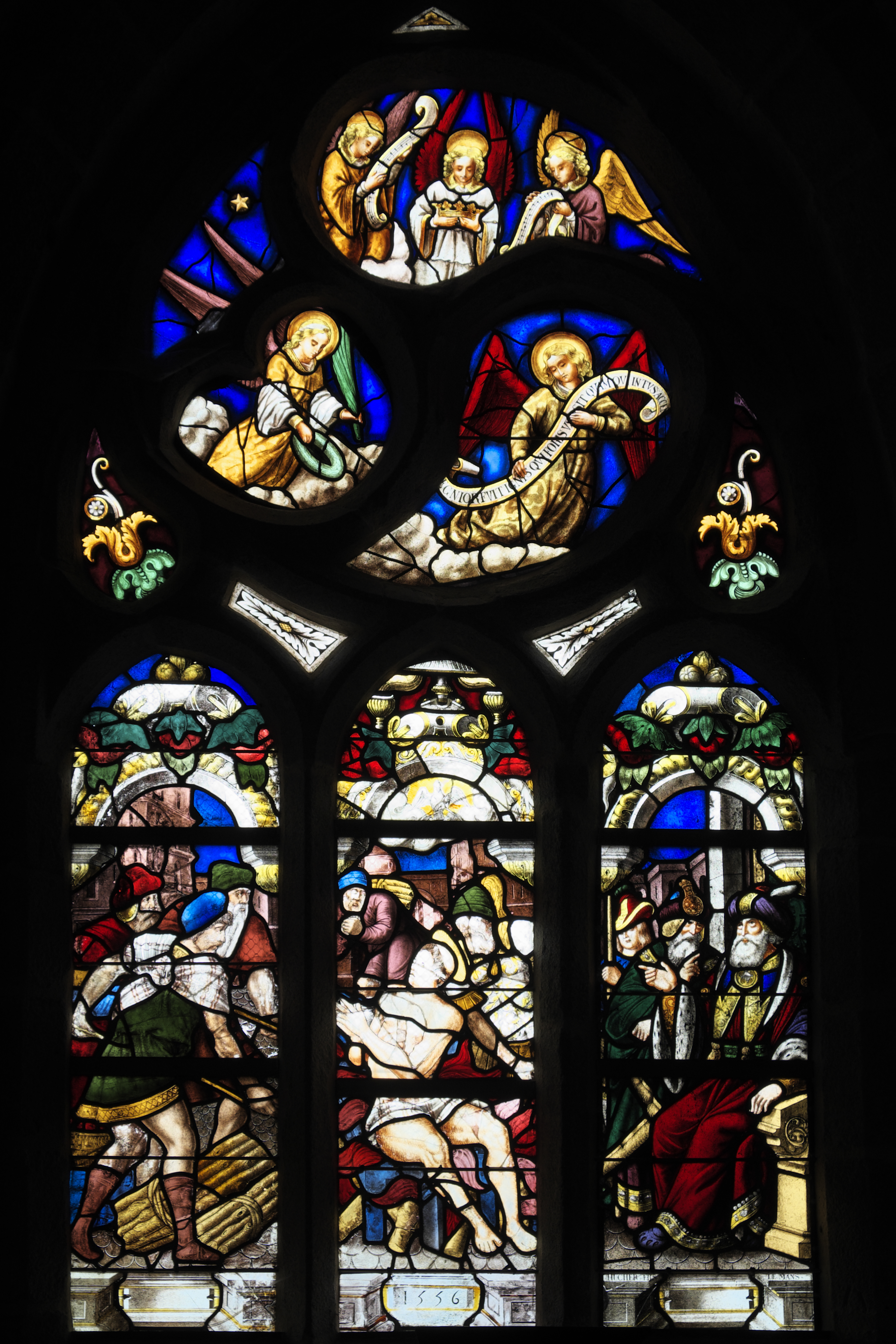
Martyrium des heiligen Laurentius

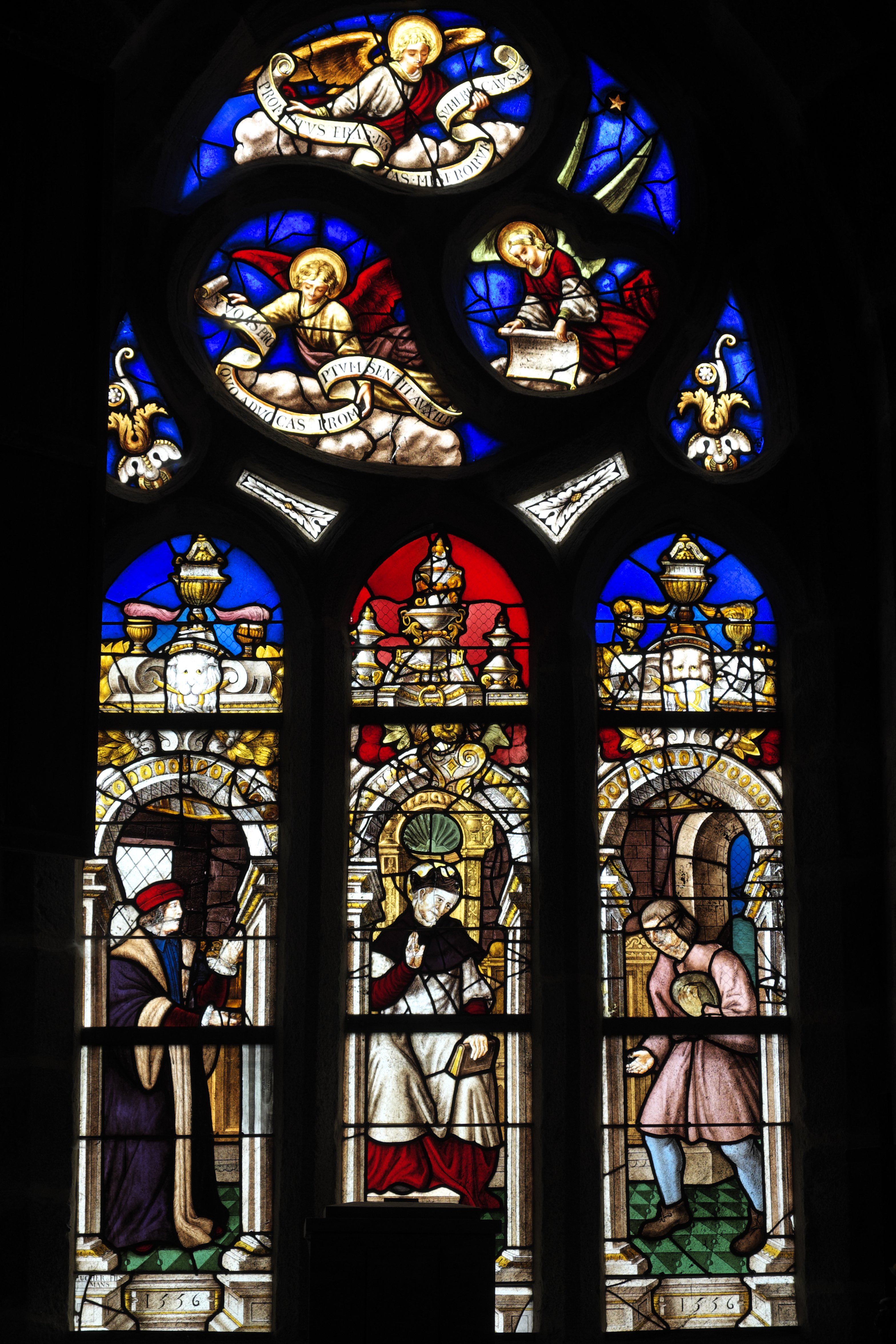
Urteil des Ivo Hélory

Das Passionsfenster, das zentrale Chorfenster (Fenster 0), besitzt neben seiner Bleiverglasung noch sein originales, aus Kersantit skulptiertes Maßwerk. Es ist in sechs Lanzetten gegliedert, die in zwei Ebenen unterteilt sind. Auf den zwölf Scheiben sind die Szenen der Passion dargestellt, in der oberen Reihe Jesus und die schlafenden Jünger am Ölberg, der Judaskuss, der Apostel Petrus, der Malchus ein Ohr abschlägt, und Jesus vor Kaiphas; in der unteren Reihe Jesus vor Pilatus, der seine Hände in Unschuld wäscht, die Verhöhnung, die Dornenkrönung und die Kreuztragung. Die Szenen sind zum Teil mit Inschriften versehen, oben ist mehrmals die Jahreszahl 1556 zu lesen. In der Rosette ist Christus dargestellt, umgeben von den Leidenswerkzeugen, den Aposteln und den Evangelistensymbolen. Die Scheiben der Rosette wurden 1886 von Eugène Hucher geschaffen, der auch die Wappen über den Passionsszenen erneuerte. Die Inschrift „RESTAURE en 1886 par MMrs HUCHER et FILS SUCCrs A LA FABRIQUE du CARMEL du MANS“ erinnert an die Restaurierung des Fensters im Jahr 1886.
- Martyrium des heiligen Laurentius

Das Fenster des Martyriums des heiligen Laurentius (Fenster 1) ist ebenfalls mit der Jahreszahl 1556 bezeichnet. Auf den drei Lanzetten des Fensters sind links die drei Henker dargestellt, in der Mitte der Heilige und Märtyrer, über dessen Kopf die Taube des Heiligen Geistes schwebt, und rechts Kaiser Valerian mit seinem Hofstaat. Die Signatur „Hucher Fils Le Mans“ bezieht sich auf die Restaurierung des Fensters im Jahr 1886. Die Scheiben des Maßwerks mit den Engelsdarstellungen stammen aus neuerer Zeit.
- Urteil des Ivo Hélory

Das dreibahnige Fenster mit der Darstellung des Urteils des Ivo Hélory (Fenster 2) stellt in der Mitte den heiligen Ivo dar, der die Bestechung des mit einem kostbaren Pelz bekleideten Reichen auf der linken Lanzette ablehnt und sich dem Armen auf der rechten Lanzette zuwendet. Die Szene ist in einen prächtigen Architekturrahmen eingebettet, der im 19. Jahrhundert ergänzt wurde. Die Scheiben des Maßwerks, auf denen Engel mit Spruchbändern dargestellt sind, stammen aus der Werkstatt von Eugène Hucher und wurden 1886 eingesetzt.

## Ausstattung

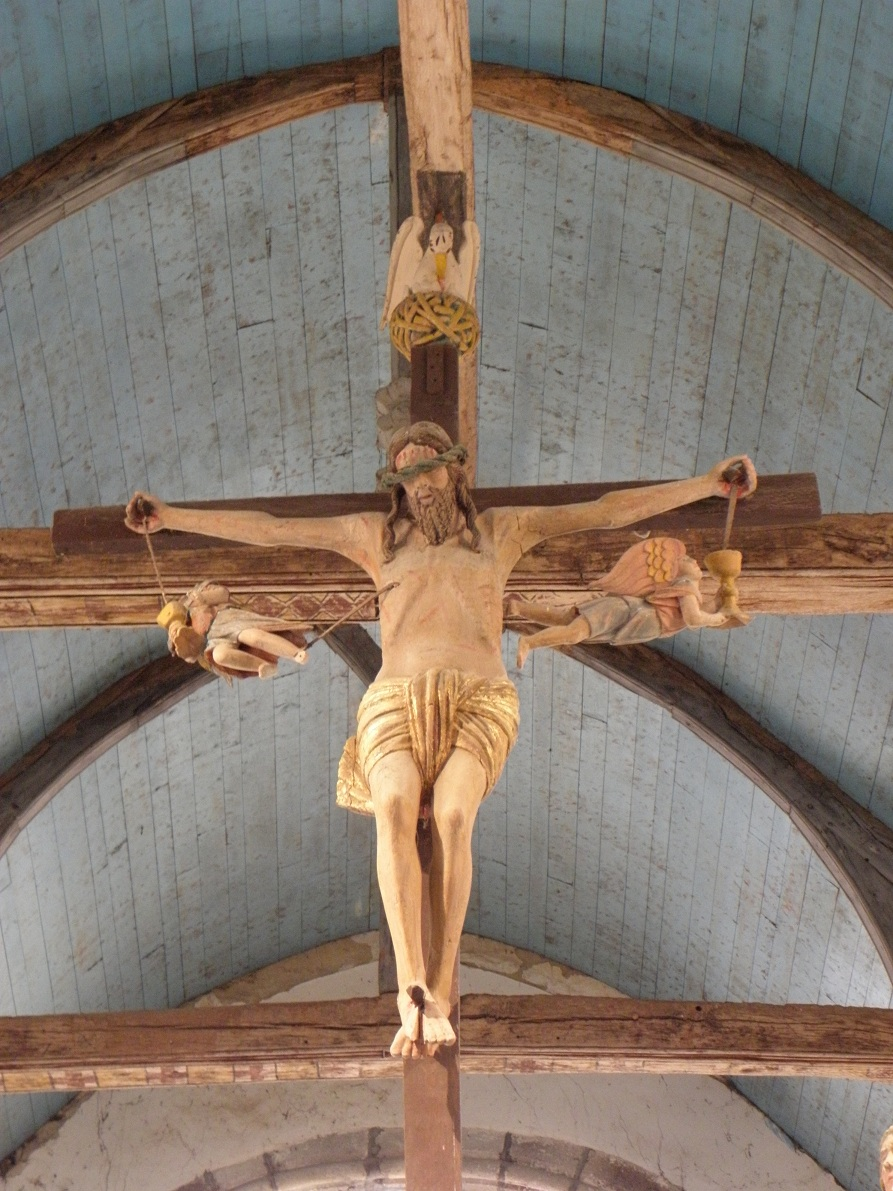
Kruzifix

Siehe auch: Liste der Monuments historiques (Objekte) in der Kapelle St-Herbot
- Der Chor ist auf drei Seiten von einer holzgeschnitzten Chorschranke aus der zweiten Hälfte des 16. Jahrhunderts umgeben. Sie wird von einer Kreuzigungsgruppe mit Maria und Johannes bekrönt. Maria Magdalena umfasst das Fußende des Kreuzes, zwei Engel fangen das Blut Christi auf, das aus den Wunden seiner Hände fließt. Zu beiden Seiten des Kreuzes sind die zwei Schächer dargestellt. Die Chorschranke ist mit zahlreichen Reliefdarstellungen verziert. Auf der Außenseite erkennt man die Apostel mit ihren Attributen und Personen mit Musikinstrumenten und anderen Gegenständen, auf der Innenseite, der Rückseite der Aposteldarstellungen, sind die Sibyllen mit ihren Attributen dargestellt. Am Eingang zum Chor stehen auf beiden Seiten der Chorschranke Tische aus Granit, auf denen die Bauern als Gabe die Haare ablegten, die sie den Schwänzen ihrer Rinder, mit denen sie zur Wallfahrt kamen, abgeschnitten hatten.

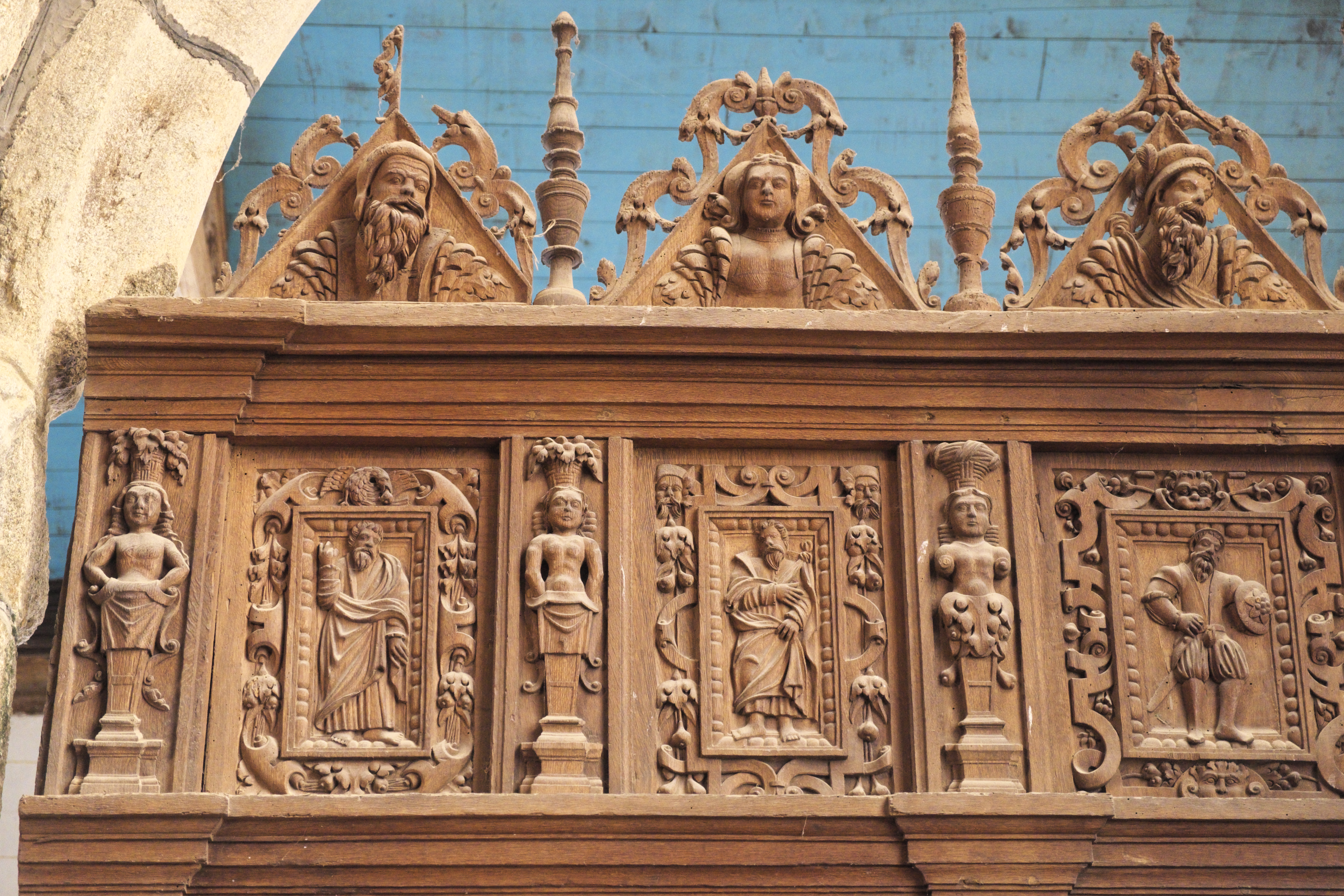
Chorschranke
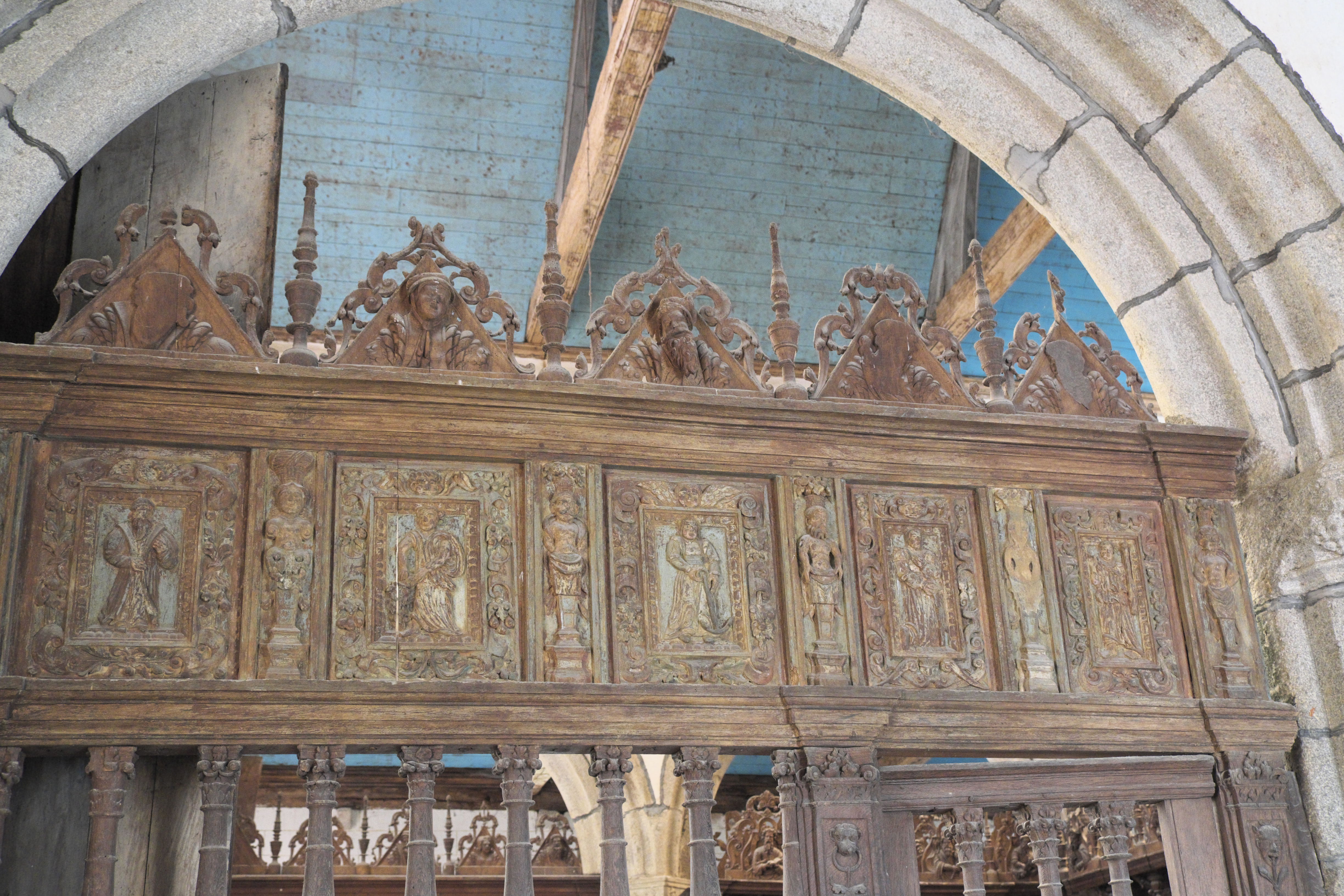
Chorschranke
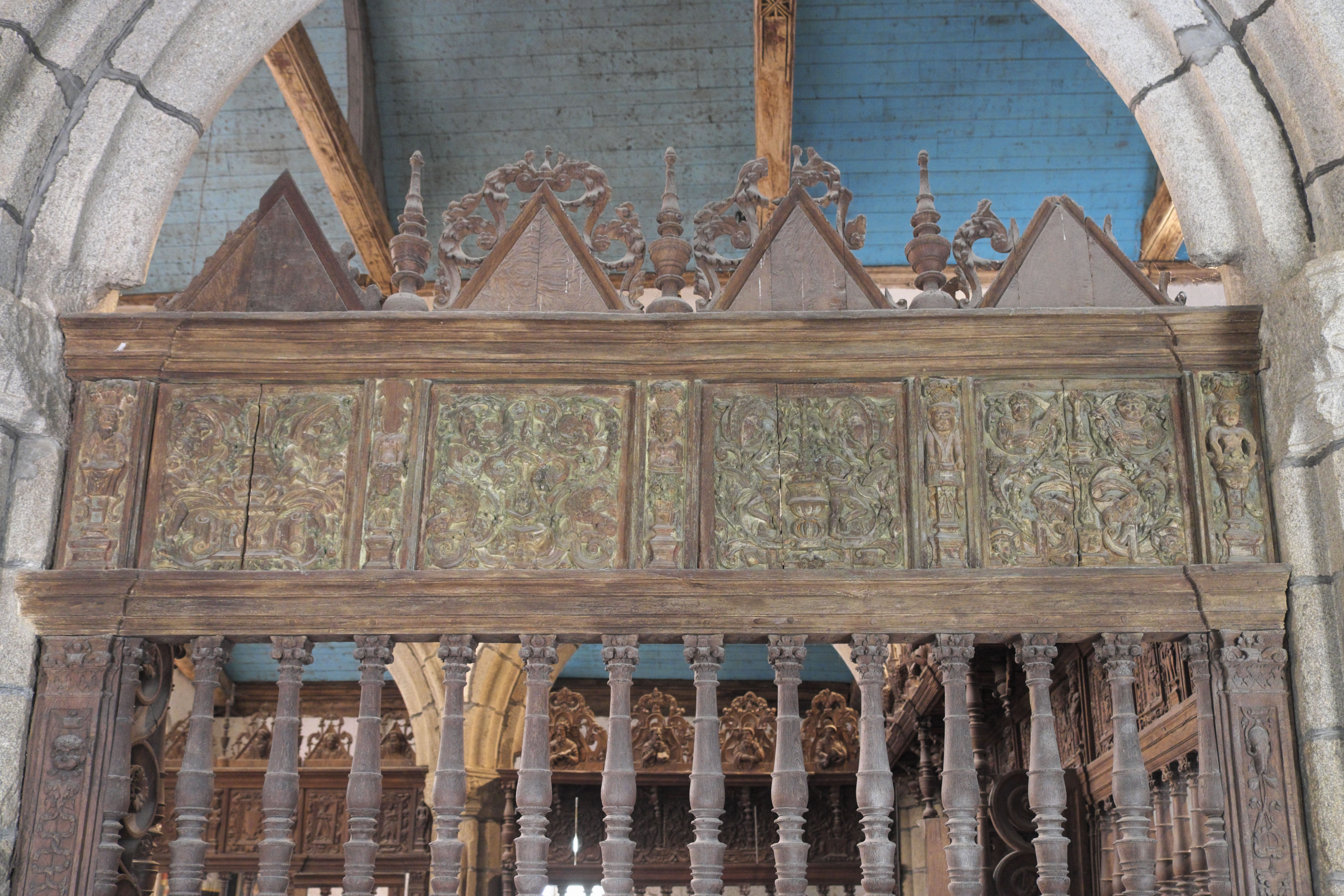
Chorschranke

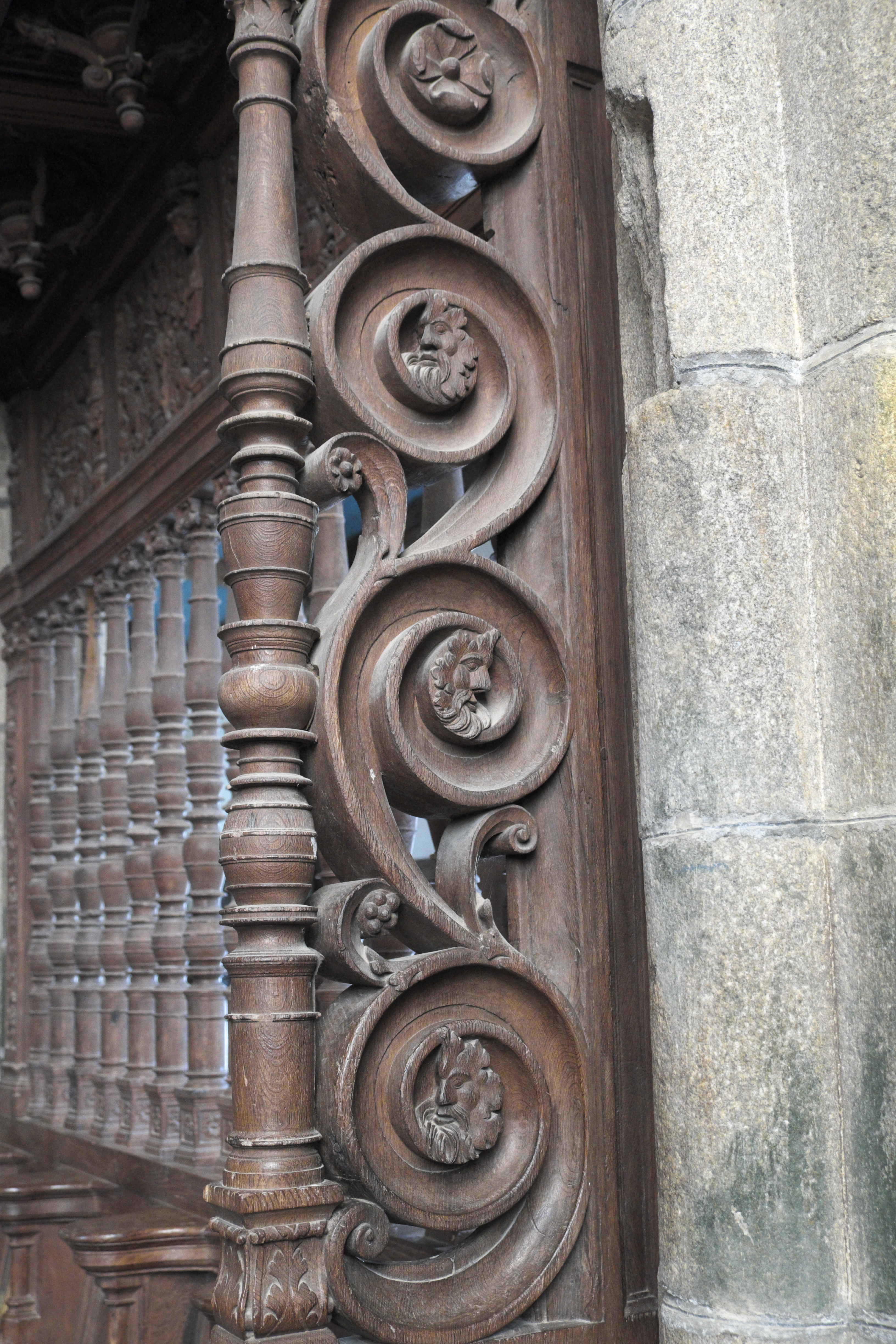
Chorgestühl

- Das mit aufwändig geschnitzten Miserikordien verzierte Chorgestühl stammt aus der gleichen Zeit und wurde wie die Chorschranke im Jahr 1906 als Monument historique in die Liste der beweglichen Kulturgüter in Frankreich (Base Palissy) aufgenommen.[3]

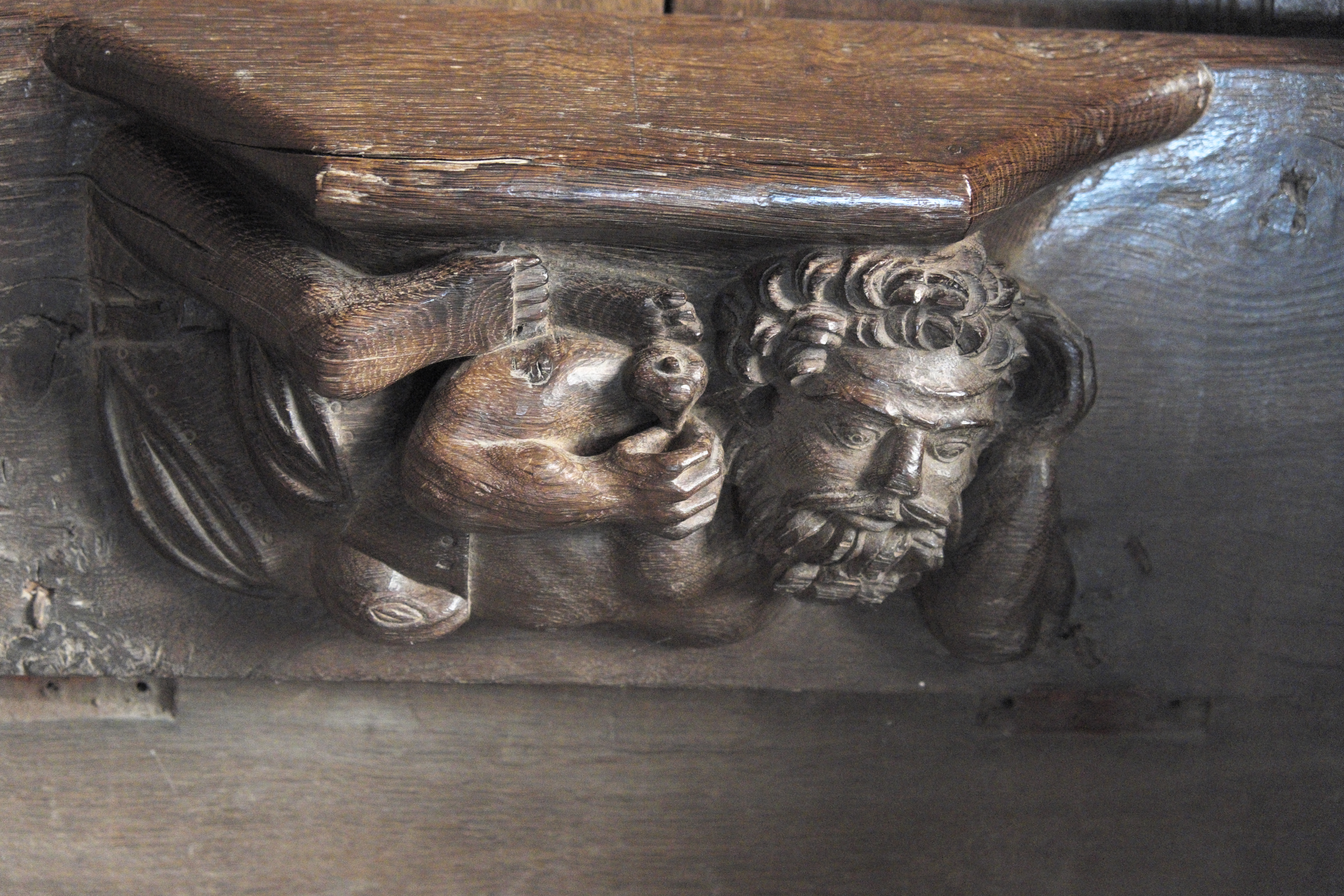
Miserikordie
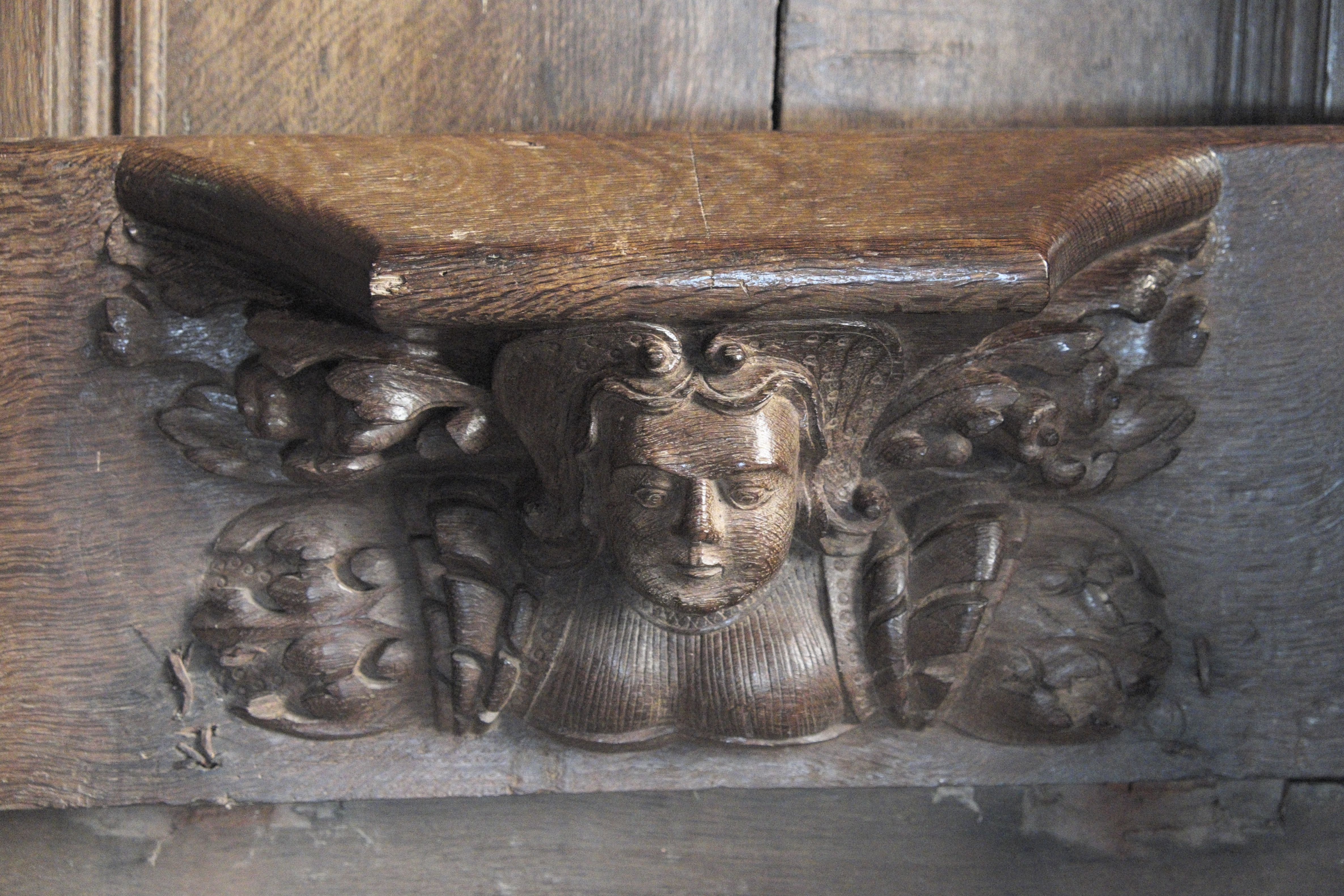
Miserikordie
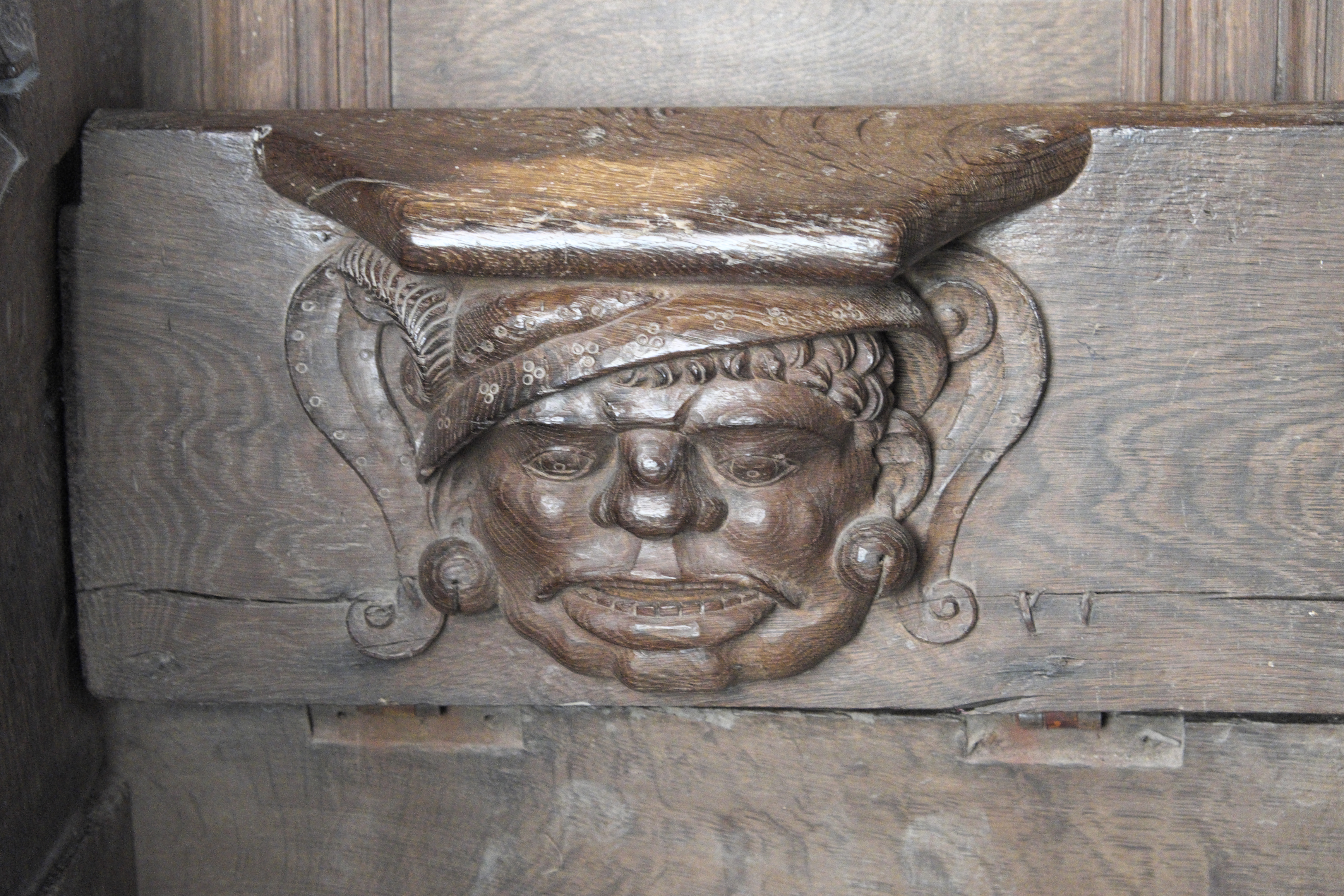
Miserikordie

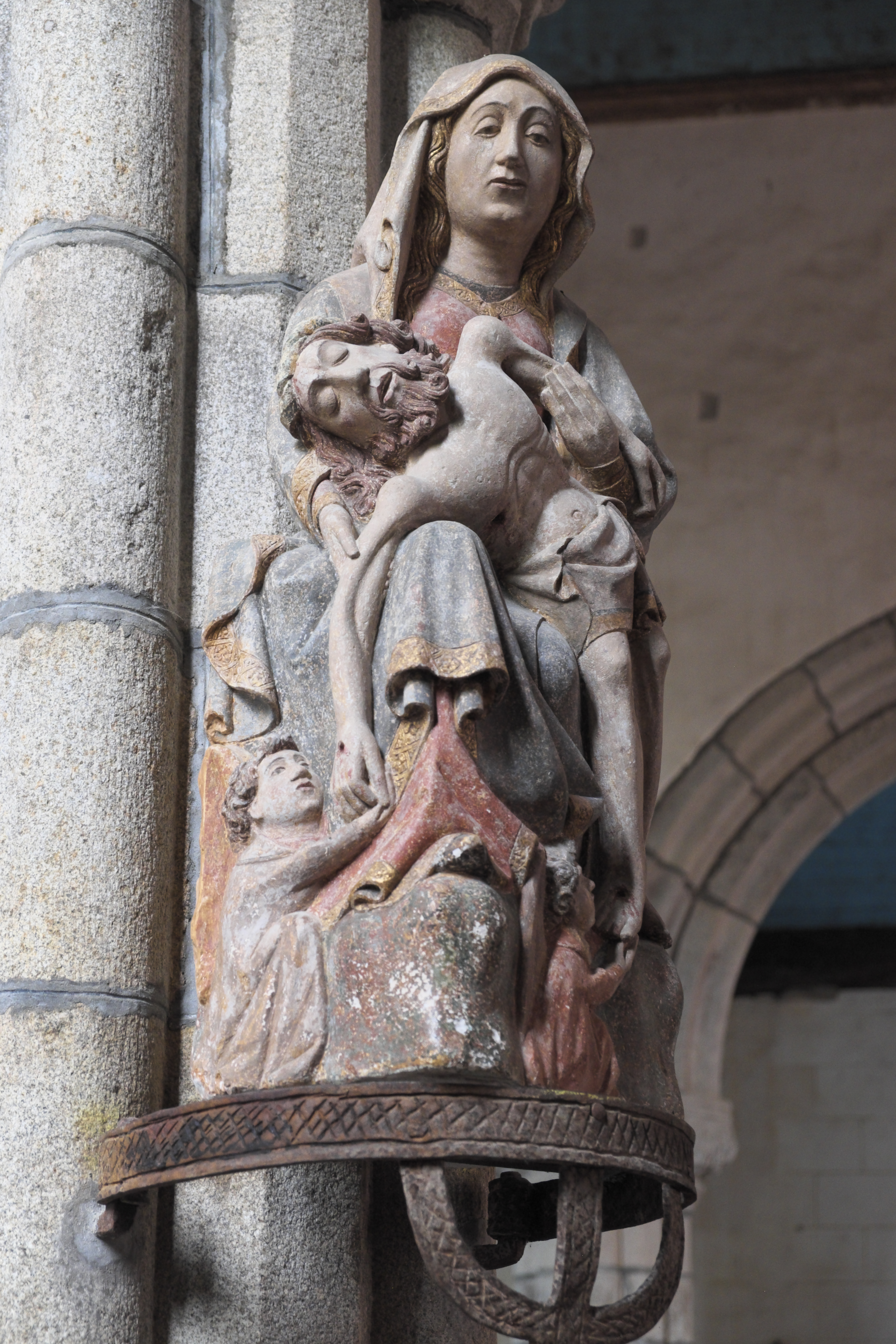
Pietà

- Die aus Kalktuff gemeißelte, farbig gefasste Figur der Pietà wird ins 16. Jahrhundert datiert. Sie wurde im Jahr 2000 als Monument historique in die Liste der Base Palissy aufgenommen.[4]
- Im Chor und im südlichen Seitenschiff sind in den Ecken auf Konsolen stehende Schränke angebracht, in denen Heiligenfiguren stehen. Der Schrank im Chor, links vom Altar, weist eine Madonna mit Kind auf, Notre-Dame de Bonne Nouvelle (Unsere Liebe Frau der Frohen Botschaft) genannt, die aus dem 16. Jahrhundert stammt. Maria steht auf der Mondsichel und ist vom Strahlenkranz umgeben, über ihrem Haupt schweben Engel. Auf den Türen des Schrankes sind sechs Propheten dargestellt. Im Schrank rechts vom Altar steht der heilige Herbot, mit seinen Attributen ausgestattet, dem Buch und dem Stab. Auch er wird ins 16. Jahrhundert datiert.[5] In den beiden Schränken im südlichen Seitenschiff sind die Figuren des heiligen Corentin[6] aus dem 16. Jahrhundert und des heiligen Ivo Helory[7] aus dem 17. Jahrhundert untergebracht. Ivo sitzt auf einem Thron, neben ihm sind die Reliefs des Armen und des Reichen in die Schranktüren geschnitzt.

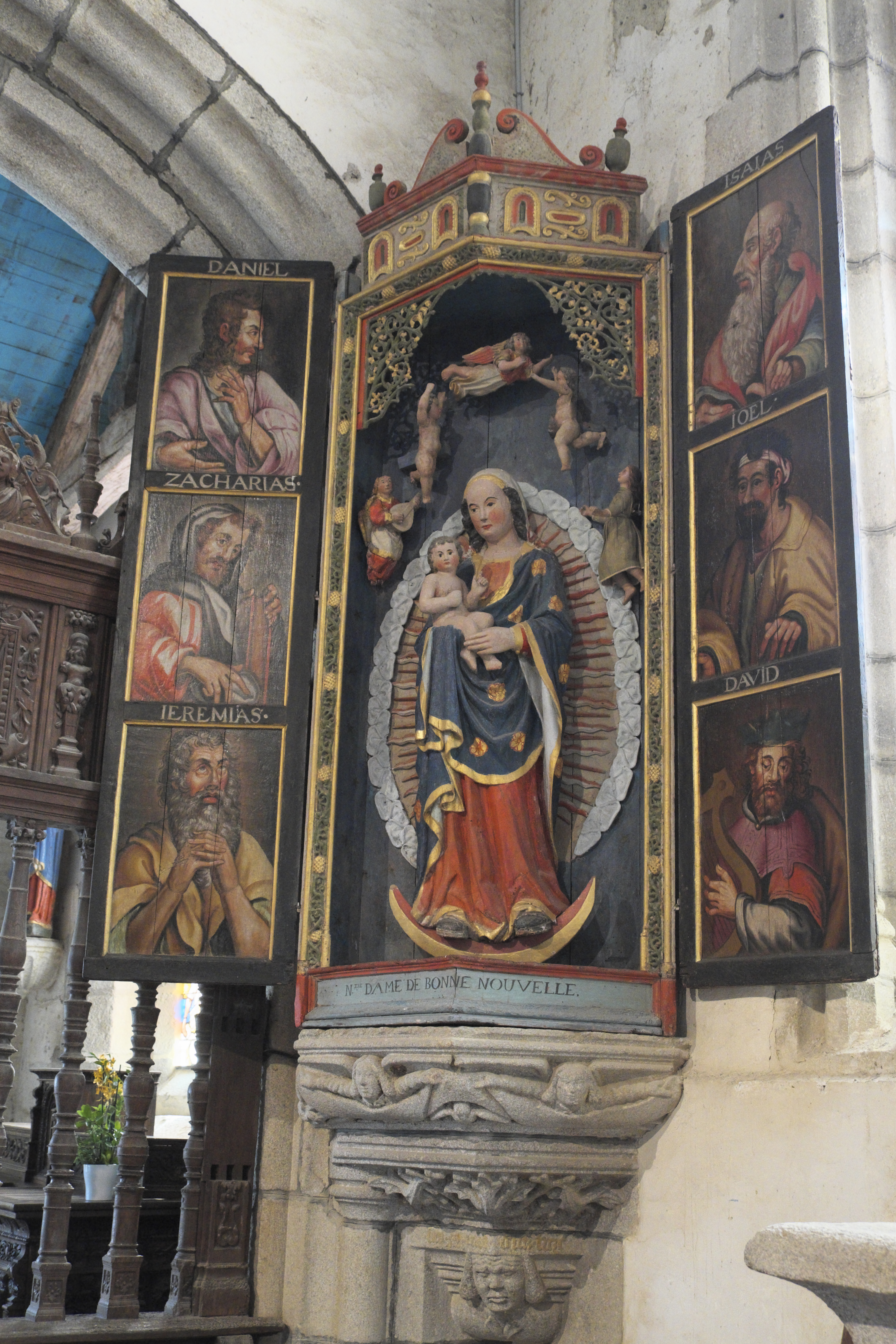
Notre-Dame de Bonne Nouvelle
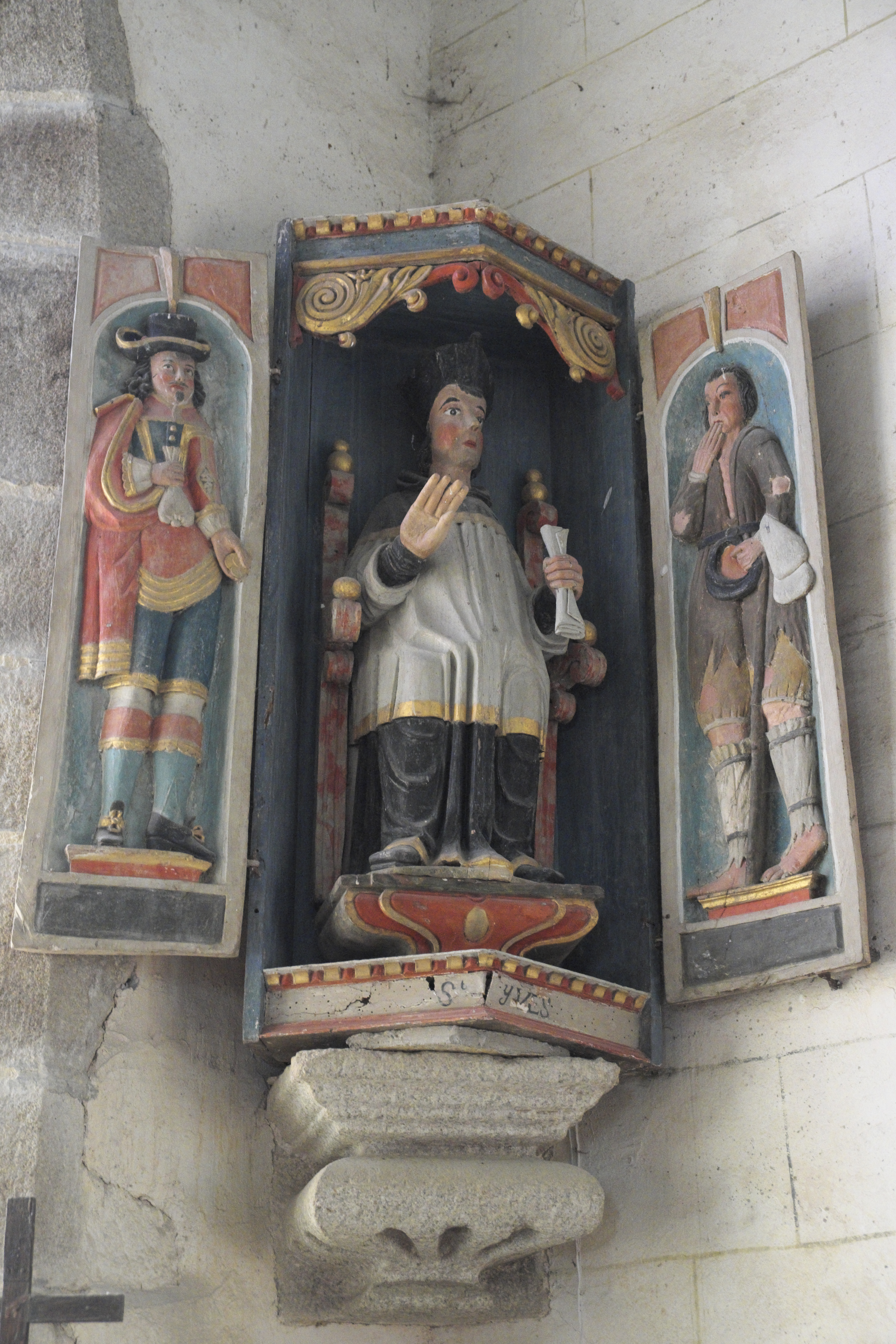
Heiliger Ivo
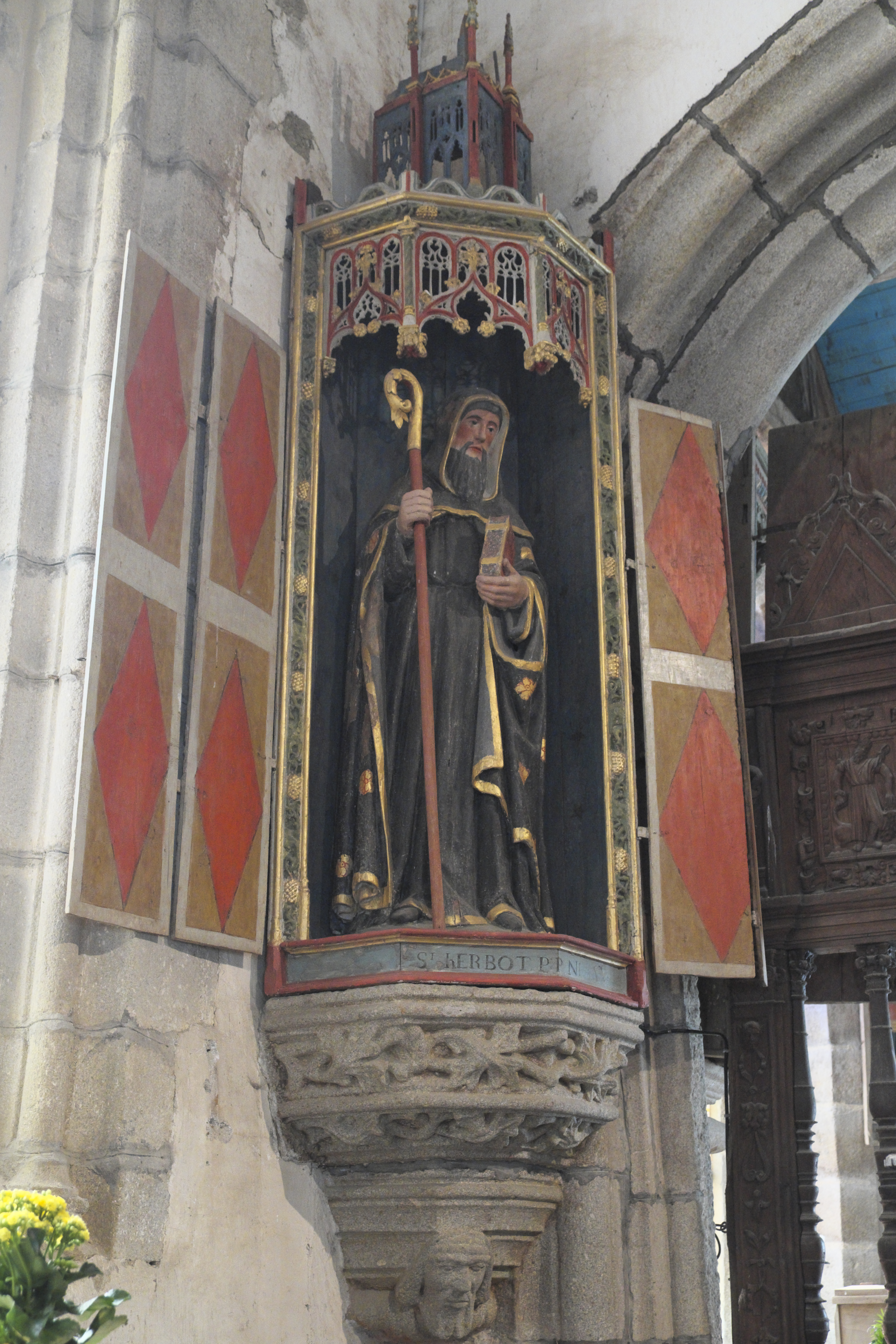
Heiliger Herbot

## Grab des heiligen Herbot

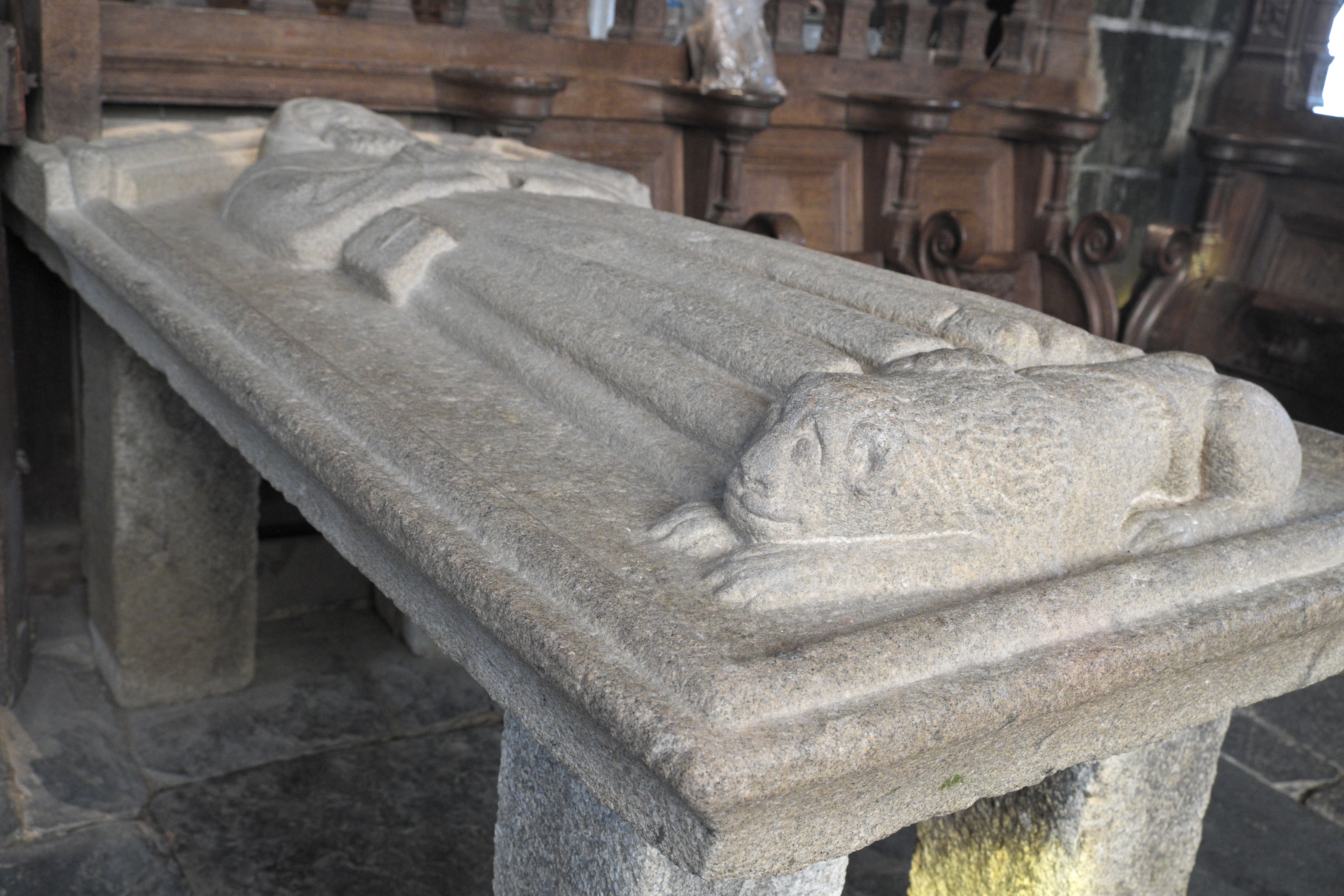
Grab des heiligen Herbot

Das Grab des heiligen Herbot stammt aus dem 16. Jahrhundert. Auf vier quadratischen Pfeilern ruht ein steinerner Tisch mit der Liegefigur des Heiligen, der mit einer Kutte bekleidet ist. Er hat die Hände über seiner Brust gefaltet und hält einen Stab in seinem Arm, neben ihm liegt ein Buch. Zu seinen Füßen kauert ein Löwe.